# Aubing
Aubing ist der westlichste Stadtteil von München. Zusammen mit den nördlich gelegenen Stadtteilen Lochhausen und Langwied bildet es seit 1992 den Münchner Stadtbezirk 22 Aubing-Lochhausen-Langwied. Zu Aubing gehören auch Neuaubing und die Siedlung Am Westkreuz.
Der ursprüngliche Ortskern liegt auf dem nördlichen Ende der Münchner Schotterebene, am Übergang zum Dachauer Moos. Die urkundlich belegte Geschichte Aubings beginnt am 16. April 1010. Alt-Aubing, dessen Zentrum als Ensemble unter Denkmalschutz steht, spiegelt den dörflichen Ursprung mit noch vorhandenen bäuerlichen Anwesen wider. Hier steht auch die 1489 geweihte Pfarrkirche St. Quirin mit einem Turm aus dem 13. Jahrhundert.
Mit dem Eisenbahnanschluss im 19. Jahrhundert begann ein starkes Bevölkerungswachstum auf heute über 30.000 Einwohner, so dass die Bebauung im Norden, Osten und Westen mit den Nachbarstadtteilen und -gemeinden zusammengewachsen oder von diesen nur durch Eisenbahnstrecken getrennt ist. Westlich der heutigen Bebauung liegen der Wald der Aubinger Lohe und viele landwirtschaftlich genutzte Felder. Auf einem Teil dieser Fläche entsteht seit 2006 am Südrand Aubings in der Nähe des Gutes Freiham der neue Stadtteil Freiham, der im Westen durch den Autobahnring der A 99 mit dem Aubinger Autobahntunnel begrenzt ist.

## Geografie

### Lage

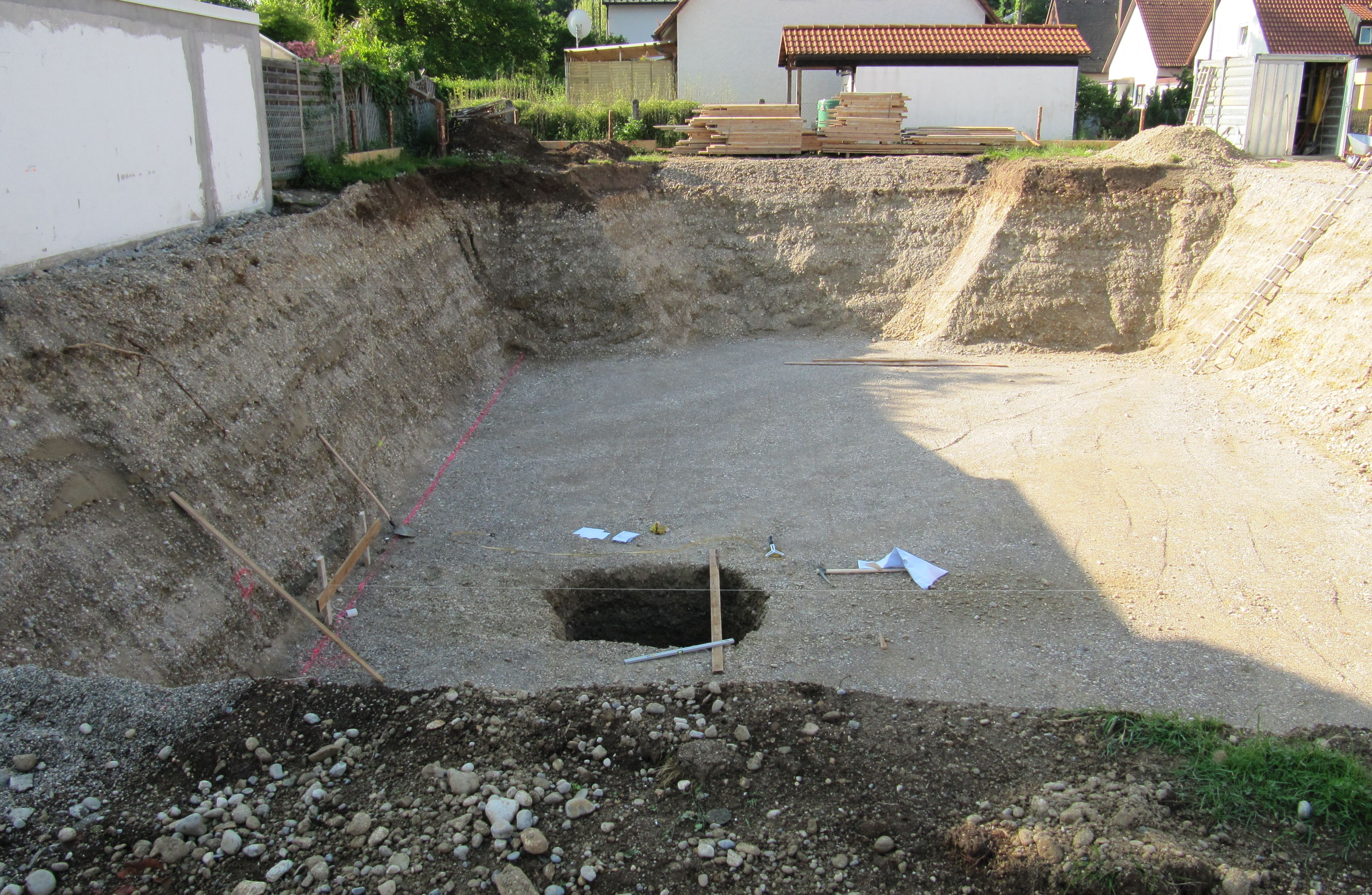
Baugrube in Aubing, zwischen den Bahnstrecken nach Buchloe und Herrsching. Die etwa drei Meter tiefe Grube durchdringt den Schotter nicht.

Der alte Ortskern von Aubing liegt nördlich der heutigen S-Bahn-Station Aubing und weitgehend nördlich der Kirche St. Quirin auf einer leichten Erhebung, die den letzten Ausläufer der von Süden kommenden Münchner Schotterebene darstellt. Im Norden des Ortes schloss sich vor den Trockenlegungen des 19. Jahrhunderts direkt das Dachauer Moos an. In den Moorwiesen weidete das Gemeindevieh. Hausbau wäre dort unmöglich gewesen, da die Mooswiesen nach starkem Regen unter Wasser standen. Weiter südlich war eine Ansiedlung ebenfalls kaum möglich, da die zunehmende Dicke des Schotters, in dem Wasser gut abläuft, ein Bohren von Brunnen stark erschwert hätte. Die Humusschicht auf dem Schotter war dünn, mit Heidebewuchs. Ackerbau war dort vor den Zeiten der Landmaschinen ebenso wenig möglich wie in den Moorwiesen. Eine Ausnahme stellte lediglich eine Lehmzunge südlich des Kirchhügels dar, die den Getreideanbau im heutigen Bereich Bahnhof/Pretzfelder Straße erlaubte und in Dreifelderwirtschaft betrieben wurde.
Als Wasserquelle diente der später verrohrte Langwieder Bach, der im Bereich der heutigen Altostraße entsprang und nach Norden verlief.
Das Aubinger Gebiet ist, abgesehen von der Aubinger Lohe im Nordwesten, flach und nach Norden leicht abfallend, mit etwas über 540 Meter über Null im Südwesten bei Freiham und etwa 520 Meter gut vier Kilometer entfernt im Norden nahe dem Autobahntunnel. Der Höhenunterschied innerhalb des Dorfs Aubing wurde bei der ersten Grundvermessung 1809/10 mit nur sieben Metern ermittelt, der höchste Punkt in Alt-Aubing ist der Baugrund der Dorfkirche St. Quirin mit etwa 525 Meter. Der Hügel der Aubinger Lohe erreicht 541 Meter.

### Nachbarstadtteile und Nachbargemeinden

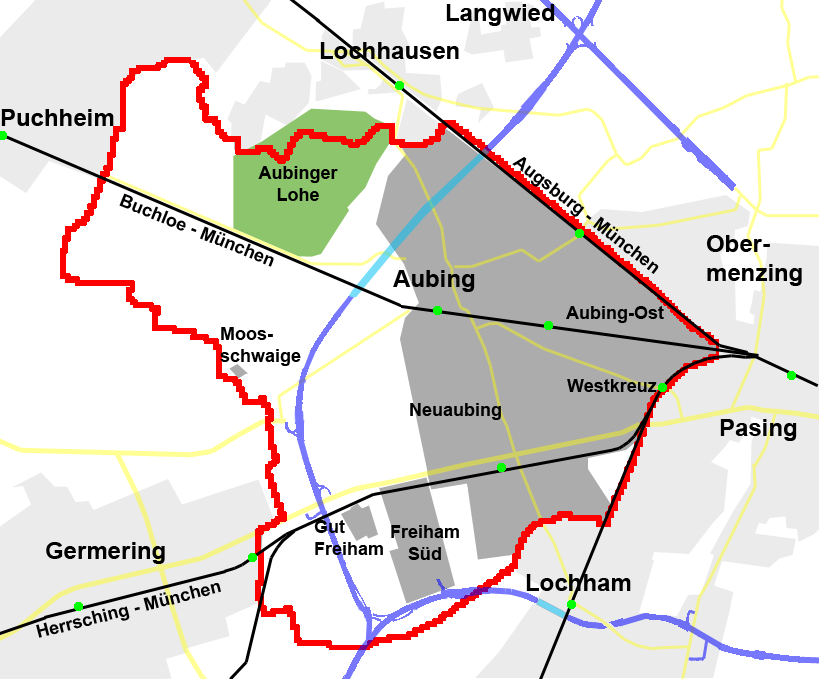
Karte von Aubing. Bebauung grau, Bahnstrecken schwarz, S-Bahn-Stationen grün, Autobahn blau, Tunnel türkis, andere Durchgangsstraßen gelb, Wald grün.

Nördlich von Aubing liegen Lochhausen und Langwied, die wie Aubing seit 1992 zum Stadtbezirk 22 Aubing-Lochhausen-Langwied gehören. Die beiden um 1270 beziehungsweise um 950 erstmals urkundlich erwähnten Nachbarorte bildeten zusammen mit dem heute selbstständigen Gröbenzell von 1808 bis 1942 die Gemeinde Langwied. Nach der Eingemeindung bildeten sie bis zur Zusammenlegung mit Aubing 1992 gemeinsam den Stadtbezirk 40 Lochhausen-Langwied.
Nachbarstadtteil im Nordosten ist Obermenzing. Wegen der Bahnstrecke München–Augsburg ist es von Aubing nur über die Bergsonstraße zu erreichen. Südlich von Obermenzing und somit südöstlich von Aubing liegt der Stadtteil Pasing. Aufgrund seines Bahnhofs mit haltenden Fernzügen und ICEs sowie seiner Infrastruktur mit weiterführenden Schulen, Fachärzten und Ämtern kann die ehemalige Stadt Pasing heute als Zentrum des Münchner Westens angesehen werden. Aufgrund von Bahnstrecken kann man Pasing im Straßenverkehr von Aubing aus nur über die Aubinger Straße (am S-Bahn-Haltepunkt Westkreuz) und über die Bodenseestraße (Bundesstraße 2) erreichen.
Nachbarort im Süden ist Lochham, ein Ortsteil von Gräfelfing, das zum Landkreis München gehört. Die Bebauung im Süden Neuaubings geht mittlerweile nahtlos in den Ort Lochham über.
Im Westen reichen die Aubinger Felder bis an die Bebauungsgrenze der Stadt Germering. Nördlich davon liegt Puchheim, beide gehören zum Landkreis Fürstenfeldbruck.

### Stadtteilgliederung

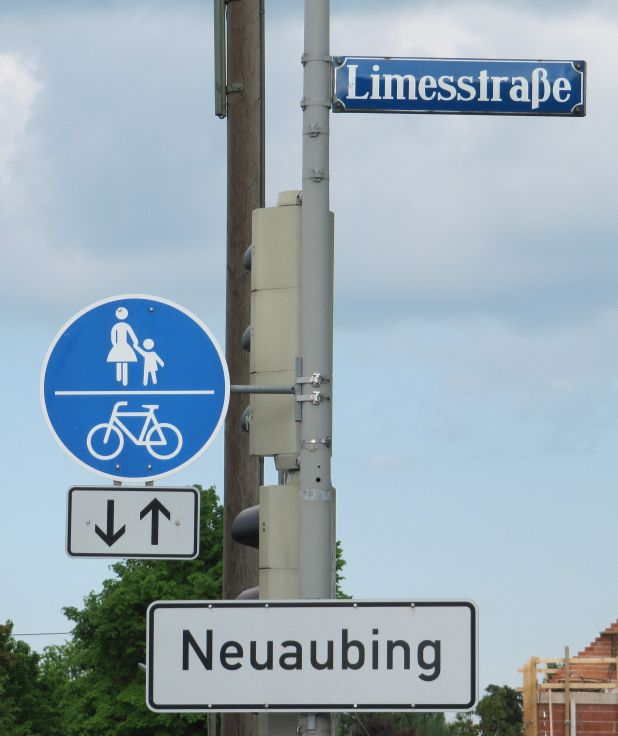
Die Beschilderung verortet den Beginn Neuaubings westlich der Limesstraße.

Während im Westen noch große unbebaute Flächen vorhanden sind, ist die Bebauung im Osten weitgehend durchgängig und mit den Nachbarorten im Norden, Osten und Süden zusammengewachsen oder von ihnen nur durch Bahnanlagen getrennt.
Nördlich der Bahnstrecke München–Buchloe liegt unweit des Bahnhofs Aubing der historische Ortskern Aubings. In dessen Osten liegt die Siedlung Aubing-Ost, die im Nordosten wie auch nördlichere Wohngebiete von der Bahnstrecke München–Augsburg und ihr vorgelagerte Bahnanlagen begrenzt ist. Das sind südlich der Bergsonstraße der Abstellbahnhof Pasing West und nördlich davon der DB-Betriebshof München 2. Nördlich des alten Ortskerns befindet sich die wallartige Erhebung des Autobahntunnels Aubing, dahinter liegen einige neuere Wohngebiete. Die Bebauung zwischen dem Naherholungsgebiet der Aubinger Lohe und der Bahnstrecke München–Augsburg gehört bereits zum benachbarten Lochhausen.
Die amtliche Festlegung des Gebiets von Neuaubing von 1914 umfasste die Bebauung südlich der Bahnstrecke Pasing–Herrsching bis an die Lochhamer Grenze sowie nördlich dieser Bahnstrecke beiderseits der heutigen Limesstraße, im Norden etwa bis zur heutigen Altenburgstraße, also etwa die halbe Strecke bis zur Bahnstrecke nach Buchloe. Die Fläche östlich der Brunhamstraße und ein Streifen beiderseits der Bodenseestraße gehörte damals noch zu Pasing.
Heute wird auch ein Bereich nördlich der Altenburgstraße als Neuaubing bezeichnet, bis zur Bahnstrecke nach Buchloe; eine genaue Grenzfestlegung gibt es nicht mehr. Ein Straßenschild an der Bodenseestraße verortet den Beginn Neuaubings westlich der Limesstraße. Die Bushaltestelle Neuaubing West liegt im Norden Neuaubings, nahe der S-Bahn-Station Aubing.
Die Siedlung Am Westkreuz liegt östlich von Neuaubing, im Dreieck zwischen den Bahnstrecken München–Buchloe und München–Herrsching. An letzterer befindet sich der S-Bahn-Haltepunkt Westkreuz.
Die Gleise der Bahnstrecke München–Buchloe, die Alt-Aubing und Aubing-Ost im Norden von Neuaubing und Am Westkreuz im Süden trennen, können vom Straßenverkehr nur an drei Stellen überquert werden: am westlichen Bebauungsrand, über die Limesstraße unweit des Bahnhofs Aubing und über eine weitere Straße, die Aubing-Ost mit dem Westkreuz verbindet. Fußgänger können zusätzlich an den beiden S-Bahn-Stationen Aubing und Leienfelsstraße die Bahngleise unterqueren. Um den südlichen Teil Neuaubings zu erreichen, muss die Bahnstrecke Herrsching–München in der Verlängerung der Limesstraße, der Brunhamstraße, überquert werden.
Das Gut Freiham, in Richtung Germering gelegen, ist von Neuaubing aus über die Centa-Hafenbrädl-Straße zu erreichen. Es hatte bis November 2013 einen eigenen Bahnübergang der Freihamer Allee über die Strecke München–Herrsching mit Anschluss an die Bundesstraße 2, Bodenseestraße. Zwischen dem Gut Freiham und dem südlichen Teil Neuaubings wurde der südliche Teil des geplanten Neubaugebiets Freiham begonnen. In Freiham-Süd gibt es vorwiegend Gewerbebetriebe, zum Beispiel ein Möbelhaus (Höffner) und einen Baumarkt (Hornbach).
Die Moosschwaige, ein Schwaighof im Moor, gehört historisch zum Gut Freiham. Sie ist die einzige Bebauung westlich der Autobahn.
Für statistische Zwecke unterteilt die Münchner Verwaltung die Stadtbezirke in Bezirksteile und weiter in Stadtbezirksviertel.
Im Stadtbezirk 22 umfasst Aubing zwei der drei Bezirksteile, die durch die Bahnstrecke München–Buchloe voneinander getrennt sind. Der nördliche dieser beiden Bezirksteile wird hierbei als ‚Altaubing‘ der südliche als ‚Neuaubing‘ oder ‚Aubing-Süd‘ bezeichnet. Der dritte Bezirksteil, ‚Lochhausen‘, umfasst auch Langwied.

## Geschichte

### Archäologische Funde und erste urkundliche Erwähnung

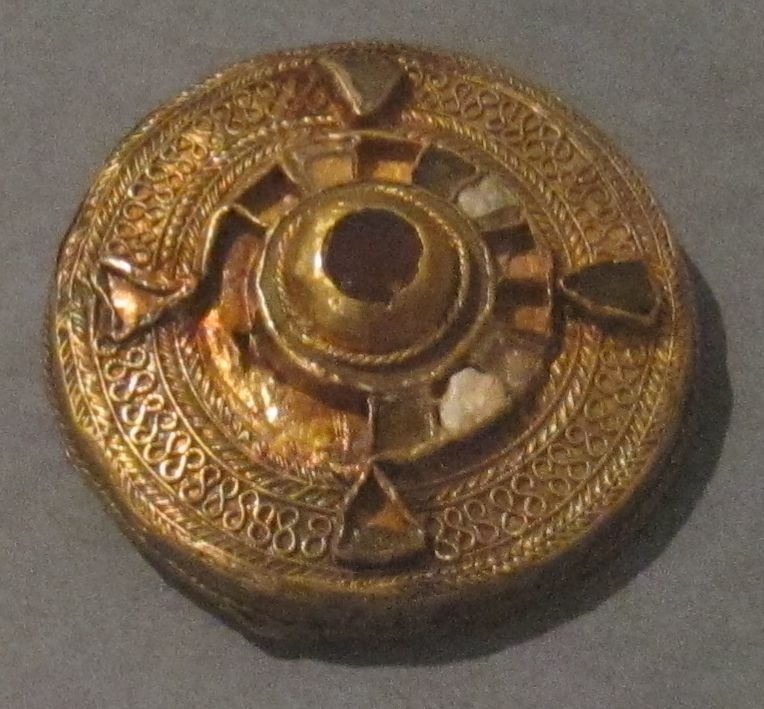
Goldene Gewandschließe, eine der Beigaben aus dem Reihengräberfeld.

Eine durchgehende Besiedelung seit vorrömischer Zeit wird vermutet
und lässt sich seit dem 5. Jahrhundert nachweisen. Richtung Obermenzing, etwa am Rand der heutigen Wohnbebauung befand sich ein Reihengräberfeld aus dem 5. bis 7. Jahrhundert mit 862 Gräbern, das 1938 und 1961–63 ausgegraben wurde. Zahlreiche gefundene Grabbeigaben geben recht genaue Einblicke in die damalige Lebensweise. Zwei Ringe mit christlichen Symbolen sind der älteste Nachweis des Christentums auf dem Gebiet der Diözese München-Freising. Es besteht die bisher nicht belegte wissenschaftliche Vermutung, „Aubing“ sei über dem Umweg von „Ubingas“ (bei Ubo und seinen Leuten) über Ubingun vom bajuwarischen Männernamen Ubo abgeleitet.
Die älteste erhaltene urkundliche Erwähnung ist von 1010: König Heinrich II. spricht darin dem Kloster Polling Grundrechte in Ubingun und einigen weiteren Orten zu.

### Ettaler Herrschaft, 1330–1803

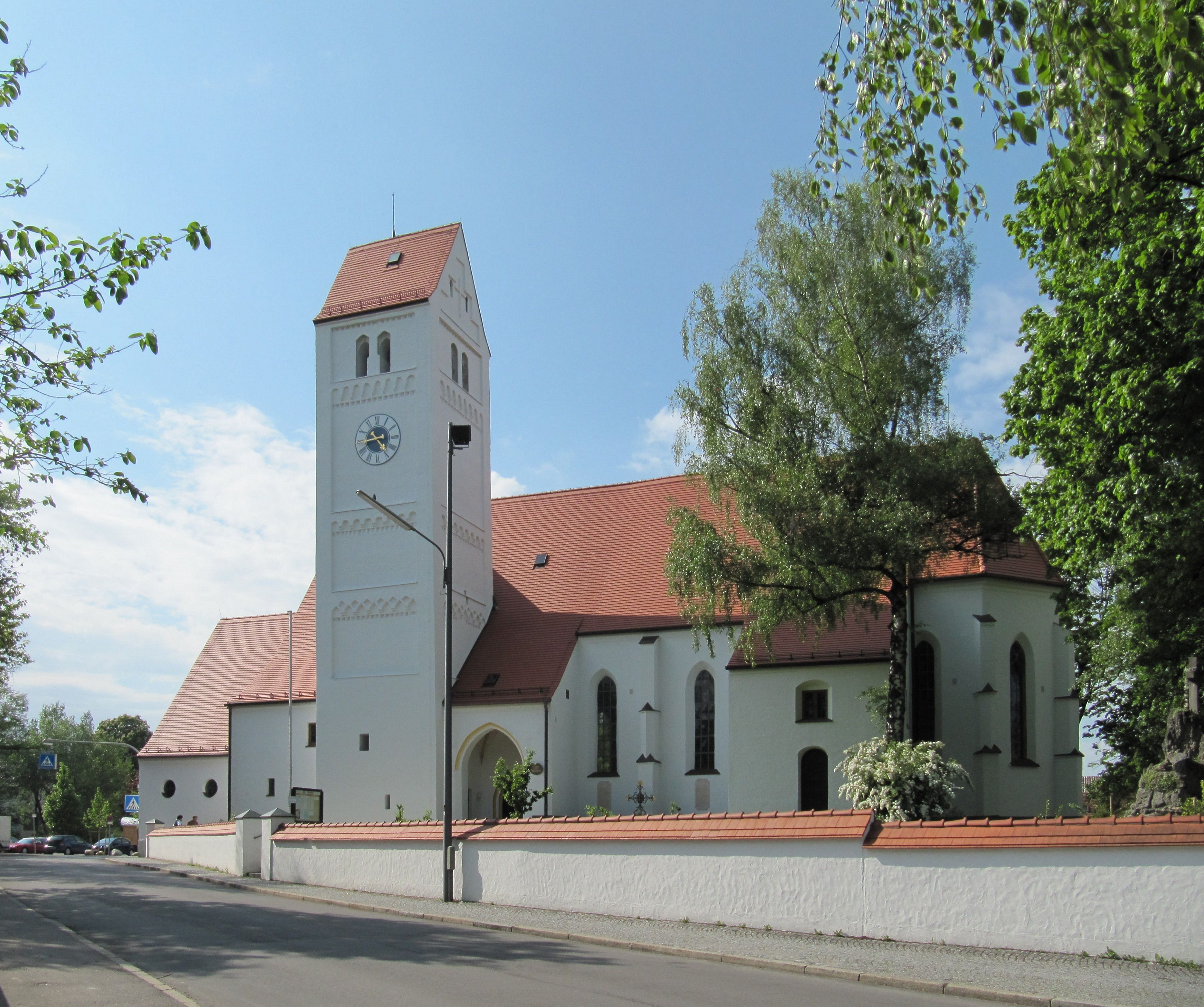
Das älteste Gebäude Aubings, die Kirche St. Quirin.

Es scheint, dass der Ort trotz der genannten Beurkundung im bayerischen Herzogsgut verblieb, denn der Wittelsbacher Herzog Ludwig der Bayer vergab das Aubinger Herzogsgut nach 1330 an das von ihm 1330 gegründete Kloster Ettal als Teil der Gründungsausstattung. Ettal blieb bis zur Säkularisation in Bayern 1803 wichtigster Grundherr. Seine Herrschaft war im Vergleich zu Adelsherrschaften eher mild. Es ist beispielsweise nicht bekannt, dass Ettal seine Bauern bei Zahlungsschwierigkeiten aus dem Haus vertrieben hätte. Für 1770 ist nach einer großen Missernte die Unterstützung Aubings durch Ettal dokumentiert.
Nach etlichen Streitereien zwischen Ettal und dem Landgericht Dachau, das die Interessen des Herzogs vertrat, wurden die Zuständigkeiten 1476 klar geregelt: Ettal wurde die niedere Gerichtsbarkeit für alle Aubinger zugesprochen, auch für die Untertanen anderer Grundherren, die nicht Leibeigene sein mussten, wie etwa der Ortskirche. Das Landgericht behielt die hohe Gerichtsbarkeit, also alle Verfahren, die mit der Todesstrafe enden konnten, sowie weitere hoheitliche Aufgaben wie die Musterung der Aubinger für die herzogliche Armee. In religiösen Dingen war die Diözese Freising maßgebend, zu der die Aubinger Pfarrei gehörte.
Im Bayerischen Krieg (1420–1422) wurde Aubing niedergebrannt. Als einziges Gebäude überstand der noch erhaltene Turm der Kirche St. Quirin die Brandschatzung, nicht aber das vermutlich hölzerne Kirchenschiff. Der erhaltene steinerne Neubau des Kirchenschiffs wurde 1489 geweiht.
Im Dreißigjährigen Krieg (1618–1648) brannte Aubing erneut weitgehend ab. Auf Grund der Kriegsschäden und des kriegsbedingten Bevölkerungsverlusts gelang es mehrere Jahrzehnte nicht, die Landwirtschaft wieder im Vorkriegsumfang zu betreiben. Bis  ins 19. Jahrhundert gab es unbebaute Flächen, die vermutlich durch Zerstörung im Dreißigjährigen Krieg entstanden waren.

### Selbstständige Gemeinde, 1818–1942

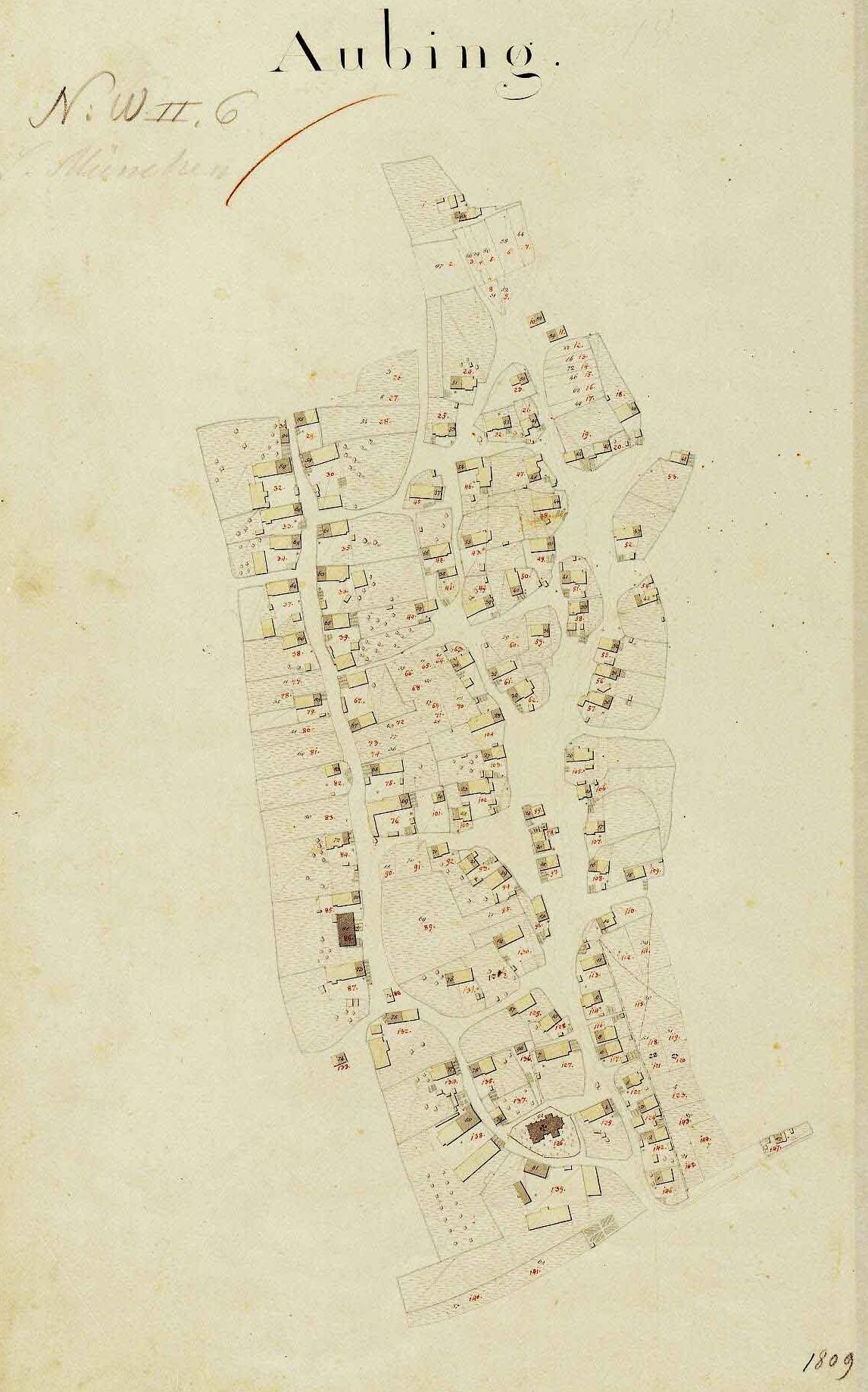
Aubing bei der Urvermessung 1809.

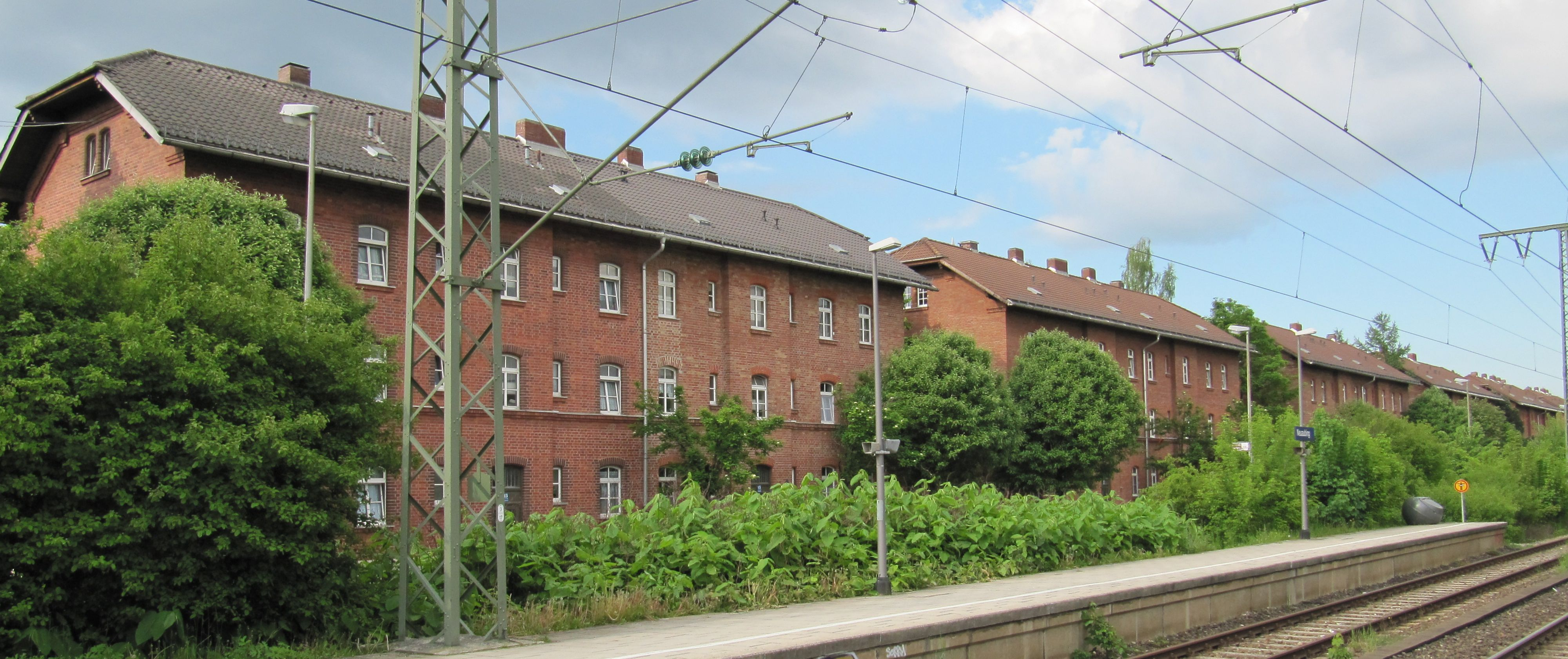
Die Eisenbahner-Wohnungen in der Papinstraße stehen heute unter Denkmalschutz.

Mit der Säkularisation in Bayern endete 1803 die Ettaler Grundherrschaft in Aubing. Durch das bayerische Gemeindeedikt vom 17. Mai 1818 entstand die selbstverwaltete Gemeinde Aubing. Der Gemeindeausschuss wurde von allen steuerzahlenden Bürgern gewählt, also im Wesentlichen von Grundbesitzern. An der Spitze stand ein gewählter Gemeindevorsteher, ab 1870 ein Bürgermeister. Das Gut Freiham kam aus dem Landgericht Starnberg mit Aubing zum Landgericht München und über den sog. Steuerdistrikt einschließlich der Moosschwaige zu Aubing.

Über Jahrhunderte war Aubing der einwohnerstärkste Ort westlich von München. Die Aubinger Pfarrei umfasste auch die östlichen Nachbardörfer bis Laim. Im Jahr 1810 wurden in Aubing selbst 758 Einwohner verzeichnet und damit beispielsweise über dreimal mehr als im benachbarten Obermenzing. Dies machte sich auch bei den Schülerzahlen bemerkbar. Als am 23. Dezember 1802 für Bayern die allgemeine Schulpflicht eingeführt wurde, musste auch die Gemeinde Aubing für einen geregelten Schulbetrieb sorgen. Diese neu hinzugekommene Belastung wog umso schwerer, weil 1803 die Grundherrschaft des Klosters Ettal durch die Säkularisation endete und damit die Möglichkeit der finanziellen Unterstützung durch das Kloster wegfiel. In ihrer Verzweiflung baten 1820 die Gemeindevorsteher Königin Karoline um finanzielle Unterstützung zum Bau eines neuen Schulhauses. Letztlich trugen aber dann doch die Gemeinden Aubing und Langwied und die Pfarrei Aubing die Baukosten (dafür wurde eine Mesnerwohnung im Hause zugesagt). Auch verschiedene staatliche Stellen und Spender, wie Freiherr von Yrsch auf Freiham, unterstützten das Bauvorhaben finanziell. Das nahe der Kirche St. Quirin nach Plänen von Gustav Vorherr errichtete Gebäude (Altostr.16) nahm schließlich 1822 den Schulbetrieb für 80 Kinder auf.

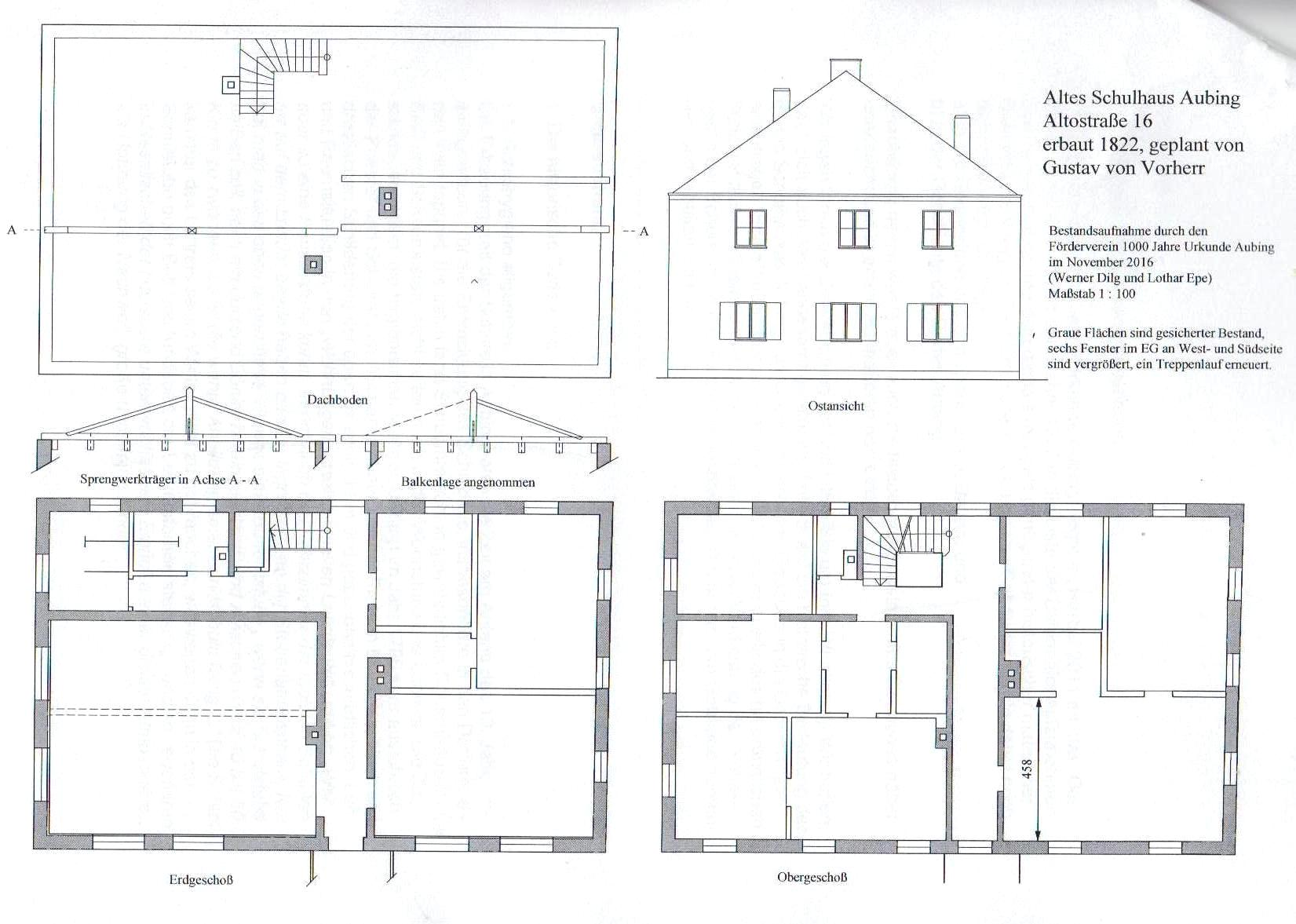
Das 1822 erbaute Schulhaus bot im Obergeschoss eine Lehrerwohnung und eine Wohnung für den Mesner. Zwischen 1914 und 1966 bewohnten es Franziskanerinnen, die im Erdgeschoss einen Kindergarten und eine Sozialstation führten.

 Das weitere Anwachsen der Bevölkerungszahl war der Grund für den Bau des 1893 an der Ubostraße errichteten neuen Schulhauses (Architekt: Johann Hieronymus). Das frei gewordene ehemalige Schulgebäude wurde zur Gendarmeriestation umfunktioniert.
1839 wurde das erste Teilstück der Bahnstrecke München–Augsburg von München über Pasing nach Lochhausen eröffnet. In der Folge wuchs das benachbarte Pasing besonders stark und wurde schließlich 1905 zur Stadt erhoben. 1873 bekam auch Aubing einen Bahnanschluss, die heutige S-Bahn-Station Aubing an der Bahnstrecke München–Buchloe, so dass auch dort die Einwohnerzahl auf 1.431 im Jahr 1900 stieg.
Um die Wende zum 20. Jahrhundert setzte die Industrialisierung ein, die Chemische Fabrik Aubing und die Aubinger Ziegelei entstanden. 1903 wurde die südliche Bahnstrecke von Pasing nach Herrsching am Ammersee eröffnet, und an dieser 1906 die V. Centralwerkstätte der königlich bayerischen Staatsbahn unmittelbar südlich der heutigen S-Bahn-Station Neuaubing. 1913 hatte das Werk bereits über 500 Mitarbeiter, für die in der Nähe, in der Papinstraße, Wohnungen entstanden. Diese waren die erste Wohnbebauung in Aubing-Süd, das ab 1915 auch amtlich Neuaubing genannt wurde. Als letzter großer Industriebetrieb wurde in den 1930er-Jahren ebenfalls südlich der Bahnstrecke Pasing–Herrsching, aber unmittelbar östlich der Brunhamstraße, die Zweigstelle Dornier-Werke Neuaubing gebaut. Damals gehörte dieses Grundstück zwar zu Pasing, auf Grund der unmittelbaren Nähe wurde der Betrieb jedoch als Werk Neuaubing bezeichnet. Nördlich der Bahnstrecke entstand 1937/38 die heutige Siedlung am Gößweinsteinplatz für die Mitarbeiter.
Im Ersten Weltkrieg (1914–1918) verloren 88 Aubinger Kriegsteilnehmer ihr Leben, knapp ein Zehntel der erwachsenen männlichen Bevölkerung. In der Landwirtschaft wurden im Krieg 54 russische Kriegsgefangene aus einem Lager im benachbarten Puchheim eingesetzt. Nach Ausrufung der Münchner Räterepublik am 7. April 1919 wurde der Gemeindeausschuss unter Gewaltandrohung zum Rücktritt aufgefordert. Vier Kommissionen aus Gemeindeausschussmitgliedern und Räten sollten sich um verschiedene Aufgaben der Gemeinde kümmern. Nach einem Protokoll vom 28. April wurde der Gemeindeausschuss jedoch wieder eingesetzt. Wenig später, am 1. Mai, rückten gegenrevolutionäre Truppen in Aubing ein. Am 15. Juni 1919 kam es zur ersten Gemeinderatswahl, bei der auch grundbesitzlose Aubinger und Frauen wählen durften.
1933 hatte Aubing 5789 Einwohner.
Bei der Reichstagswahl am 5. März 1933 gaben 3331 Wahlberechtigte 2940 gültige Stimmen ab. Die NSDAP wurde stärkste Partei, erreichte aber nur ein Drittel der Stimmen, etwa 10 % weniger als im deutschen Durchschnitt. Fünf Tage nach der Reichstagswahl kam es zu ersten Verhaftungen und Hausdurchsuchungen. Die Aubinger-Neuaubinger Zeitung vom 15. März 1933 berichtete, dass in Aubing und Lochhausen „8 Kommunisten in Schutzhaft genommen“ wurden.
Elf Aubinger, die zwischen 1933 und 1944 im Konzentrationslager Dachau inhaftiert waren, sind namentlich bekannt. Soweit bekannt, lag ihre Haftdauer zwischen elf Monaten und drei Jahren und neun Monaten. Einer verstarb in Dachau.

### Seit 1942: Münchner Stadtteil

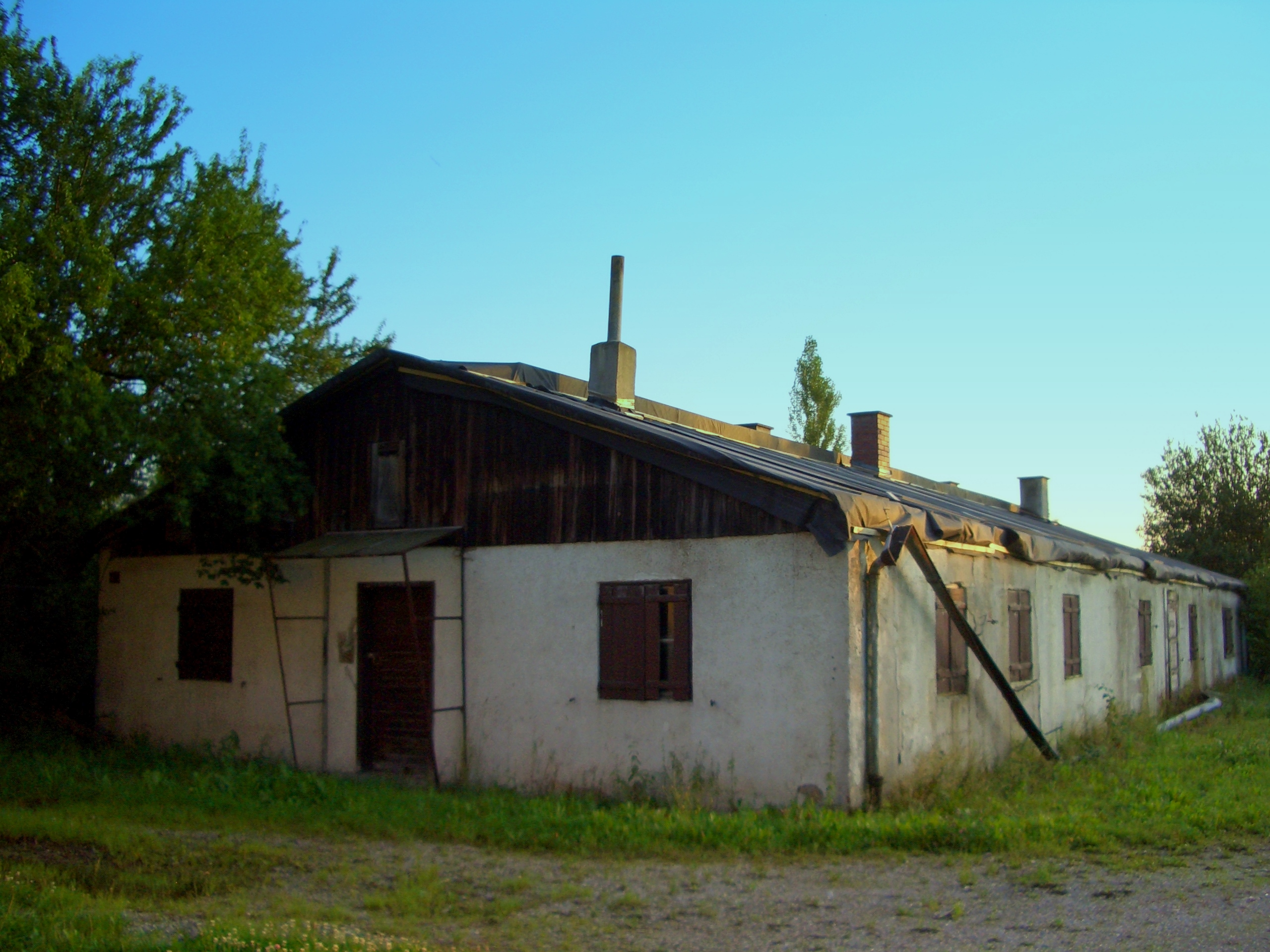
Baracke 5 des Kriegsgefangenenlagers Neuaubing.

Im April 1937 wurden erste Gespräche zwischen der Stadt München und der Gemeinde Aubing über eine Eingemeindung nach München geführt. Die Vertreter Aubings waren einer Eingemeindung gegenüber zunächst aufgeschlossen, man konnte sich jedoch nicht auf einen Eingemeindungsvertrag einigen. Auch die Mehrheit der Aubinger Bevölkerung war wohl dagegen. Schließlich entschied der zuständige Reichsstatthalter in Bayern, Ritter von Epp, per Verfügung die Eingemeindung zum 1. April 1942 ohne Vertrag. Die Bekanntgabe in der Zeitung wurde jedoch verboten.
Zwischen 1941 und 1945 arbeiteten etwa 700 Zwangsarbeiter und Kriegsgefangene in Aubing und dem benachbarten Lochhausen in den Industriebetrieben, in der Landwirtschaft oder als Gemeindearbeiter. Von sieben Lagern ist heute nur noch das Kriegsgefangenenlager Neuaubing erhalten.
1943/44 richteten Bombenabwürfe auf das Reichsbahn-Ausbesserungswerk, die Dornier-Werke, eine Flak-Stellung im Bereich der heutigen Siedlung Neuaubing-West und ein Umspannwerk in der Aubinger Lohe große Schäden an. Mindestens 53 Personen starben dabei. Am Morgen des 30. April 1945 kamen die ersten Soldaten der 7. US-Armee nach Aubing. Etwa 400 Soldaten aus Aubing ließen im Krieg ihr Leben.
Von 1950 bis 1961 stieg die Bevölkerung nur von 11.305 auf 13.049. In den folgenden neun Jahren bis 1970 kam es jedoch zu mehr als einer Verdopplung auf 27.403. Dies war bedingt durch den Baubeginn der beiden Siedlungen Am Westkreuz und Neuaubing-West.
1987 lag die Einwohnerzahl bei 30.181.
Im Rahmen einer Neuordnung der Münchner Stadtbezirke wurde Aubing mit dem vormaligen Bezirk Lochhausen-Langwied 1992 zum Stadtbezirk 22, Aubing-Lochhausen-Langwied zusammengefasst.

## Einwohner
Siehe auch den Abschnitt Entwicklung der Einwohnerzahl im Artikel Geschichte Aubings

Bevölkerungsentwicklung von Aubing (grün) bzw. dem Stadtbezirk 22 (gelb) zwischen 1900 und 2008. Zum Vergleich die Zahlen für den ehemaligen Stadtbezirk Lochausen-Langwied (rot).

Die Einwohnerzahl wird von der Stadt München nur noch für den gemeinsamen Stadtbezirk Aubing-Lochhausen-Langwied ausgewiesen, 2008 lag diese bei 38.327, Ende 2019 bei 49.072 in 22.795 Haushalten. Weitere etwa 20.000 Einwohner sind bis 2040 im Neubaugebiet Freiham westlich von Neuaubing geplant. 1987, bei der letzten getrennten Erfassung der ehemals selbstständigen Stadtbezirke Aubing und Lochhausen-Langwied, entfielen 30.181 (85 %) der zusammen 35.550 Einwohner auf Aubing.
Der Bezirk hat den dritthöchsten Anteil aller Münchner Bezirke an Mehrpersonen-Haushalten. Der Anteil von Kindern und Jugendlichen ist überdurchschnittlich hoch. 2018 und 2019 zogen jeweils etwa 1100 Menschen mehr in den Bezirk als weg.
Für die Zukunft ist im bisher unbebauten Bereich westlich von Neuaubing und nördlich der Bodenseestraße im Baugebiet Freiham der Bau von 9.000 bis 10.000 neuen Wohnungen vorgesehen, so dass auch ab 2020 mit einem entsprechenden weiteren Anstieg der Bevölkerungszahlen gerechnet wird.

## Religion

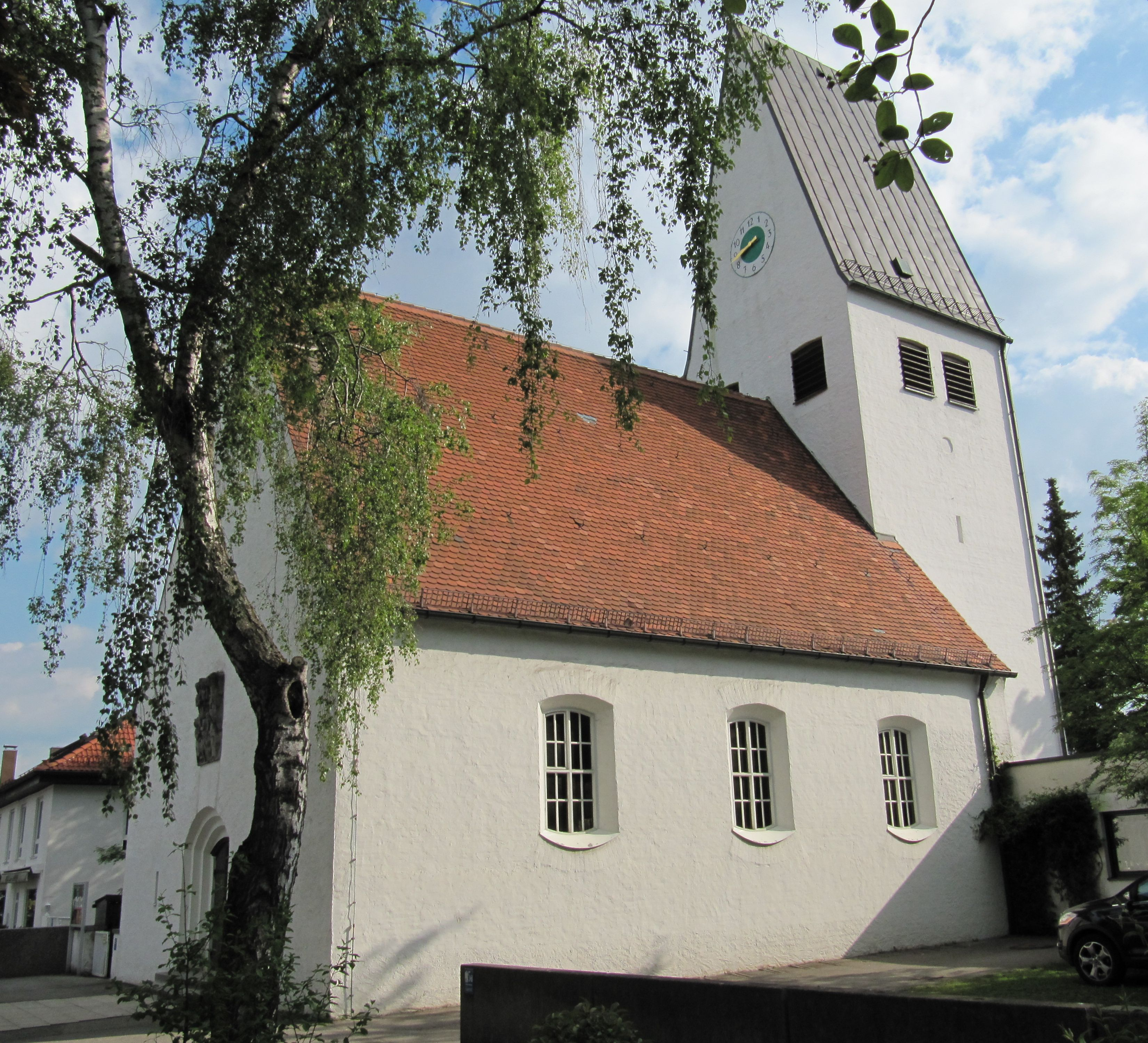
Die evangelische Adventskirche.

Die ursprüngliche Aubinger Dorfkirche St. Quirin ist auch heute noch die katholische Pfarrkirche für die Aubinger Gebiete nördlich der Bahnstrecke München–Buchloe. Georg Böhmer, Aubinger Pfarrer von 1912 bis 1922 hielt 1913 fest, dass sich die sozialen Strukturen von Alt-Aubing und Neuaubing so stark unterschieden, dass eine pfarrliche Trennung anzuraten sei. Zur Pfarrei Aubing gehörten 2300 Mitglieder, die Kirche bot aber nur Platz für etwa 300 Besucher. Ein nördliches Seitenschiff wurde 1913 erwogen, aber zu Gunsten des Kirchenbaus in Neuaubing fallen gelassen. Pfarrer Böhmer bat die Königlich Bayerische Staatsbahn um Unterstützung, die der Kirche, am Tag bevor sie in der Reichsbahn aufging (24. April 1920), das Grundstück übertrug, auf dem heute St. Konrad steht.
Der erste Kirchenbau im 20. Jahrhundert war in der Folge die katholische hölzerne Behelfskirche St. Joachim und Anna in Neuaubing, auf dem Gelände der heutigen Turnhalle der Limesschule, von 1921 bis 1956.
Im Jahr 1939 zählte die Gemeinde bereits 4.000 Mitglieder, neben Neuaubingern auch die Bewohner des Guts Freiham. Eine größere Kirche war daher notwendig geworden, aufgrund des Zweiten Weltkriegs konnte jedoch erst 1955 mit dem Bau begonnen werden. Kardinal Joseph Wendel weihte die erste steinerne Neuaubinger Kirche im November 1956 ein. Aubing war zwischenzeitlich nach München eingemeindet worden, und da es in München eine weitere Pfarrei St. Joachim gab, wurde die Pfarrei bei der Weihe nach St. Konrad von Parzham umbenannt. Das Einzugsgebiet der Gemeinde findet sich heute beiderseits der Limesstraße.
St. Markus betreut Neuaubing-West und die dortigen Wohnsiedlungen aus den 1960er-Jahren. Am Westkreuz ist als vierte katholische Kirche St. Lukas zu finden. Die Kirche auf dem Gut Freiham heißt Heilig Kreuz.
Unter den Neuaubinger Neubürgern fanden sich auch viele Protestanten. Die evangelisch-lutherische Adventskirche, an der südlichen Limesstraße Ecke Hohensteinstraße gelegen, wurde 1940 fertiggestellt.
Eine Neuapostolische Kirche befand sich in der Limesstraße 45, schräg gegenüber der Limesschule. Sie wurde jedoch abgerissen und 2018 durch Wohnbebauung ersetzt.
Am 12. September 2011 wurde an der Kastelburgstraße der Grundstein für ein Kirchenzentrum der Rumänisch Orthodoxen Metropolie für Deutschland, Zentral- und Nordeuropa gelegt. Beim feierlichen Gottesdienst war auch der Patriarch der Rumänisch-Orthodoxen Kirche, Daniel Ciobotea, anwesend. Es handelte sich dabei laut Weihbischof Sofian allerdings um eine symbolische Aktion, da ein Termin für den Baubeginn aus finanziellen Gründen noch nicht fest stand. Der Kaufbetrag von 1,1 Millionen Euro für das 2600 Quadratmeter große Grundstück aus dem Besitz der Stadt München war erst zur Hälfte aufgebracht.

## Politik
Seit der Fusion der Stadtbezirke Aubing und Lochausen - Langwied im Jahr 1992 zum Stadtbezirk 22 Aubing-Lochhausen-Langwied ist Aubing keine eigenständige Gebietskörperschaft mehr und hat dementsprechend auch keine eigenständige politische Vertretung mehr. Die örtlichen Angelegenheiten nimmt jetzt der Bezirksausschuss 22 wahr.

## Wappen
Anfang der 1930er-Jahre entstand in der Gemeinde Aubing der Wunsch nach einem eigenen Wappen. Zuvor enthielten Gemeindesiegel das bayerische Rautenwappen beziehungsweise vor dem Ersten Weltkrieg keine Abbildungen. Der letzte frei gewählte Bürgermeister der Gemeinde, Josef Schmid (BVP, Amtszeit von 1925 bis 1933), veranlasste in Absprache mit dem Gemeinderat eine Suche nach geeigneten Wappenvorlagen im Bayerischen Hauptstaatsarchiv. Dort fand sich eine Urkunde von 1334, an der ein Siegel von „Hartmann von Aubingen“ hing, das drei herzförmige Blätter, sogenannte Seeblätter zeigt, deren Stiele sich in der Mitte treffen. Da es sich um einen Abdruck handelt, hat er keine Farben. Der Heraldiker Otto Hupp entwickelte anhand dieser Vorlage mehrere Vorschläge mit grünen, blauen und weißen Blättern. Der Gemeinderat entschied sich für „Drei grüne Blätter auf Silbergrund“ (so die heraldische Bezeichnung) und bat Otto Hupp um eine entsprechende Ausführung, welche dieser im November 1932 fertigstellte. Nach Antrag im Januar genehmigte das Staatsministerium des Inneren die Führung des Wappens am 23. Februar 1933. Durch Rückgabe der bisherigen Siegel mit dem Rautenwappen trat es am 9. Mai 1933 offiziell in Kraft. Schmid selbst konnte es nicht mehr einsetzen, er war im April von den Nationalsozialisten aus dem Amt gedrängt worden.
Es sollte nicht lange in offizieller Benutzung bleiben, denn schon kurz danach wurde auf Grund der Gleichschaltung durch die Nationalsozialisten auch in Aubing ein Siegel mit Reichsadler und Hakenkreuz verwendet. Durch die Eingemeindung nach München 1942 wurde das Wappen auch nach dem Ende des Dritten Reichs nicht mehr verwendet, da Aubing nun wie alle Münchner Stadtteile das Wappen der Landeshauptstadt München trug. Trotzdem hat sich das Aubinger Wappen im Ortsbild erhalten, es wird auch von verschiedenen Vereinen geführt. Die Rechte für die Verwendung liegen bei der Stadt München als Rechtsnachfolger der Gemeinde Aubing.

## Kultur und Vereinsleben

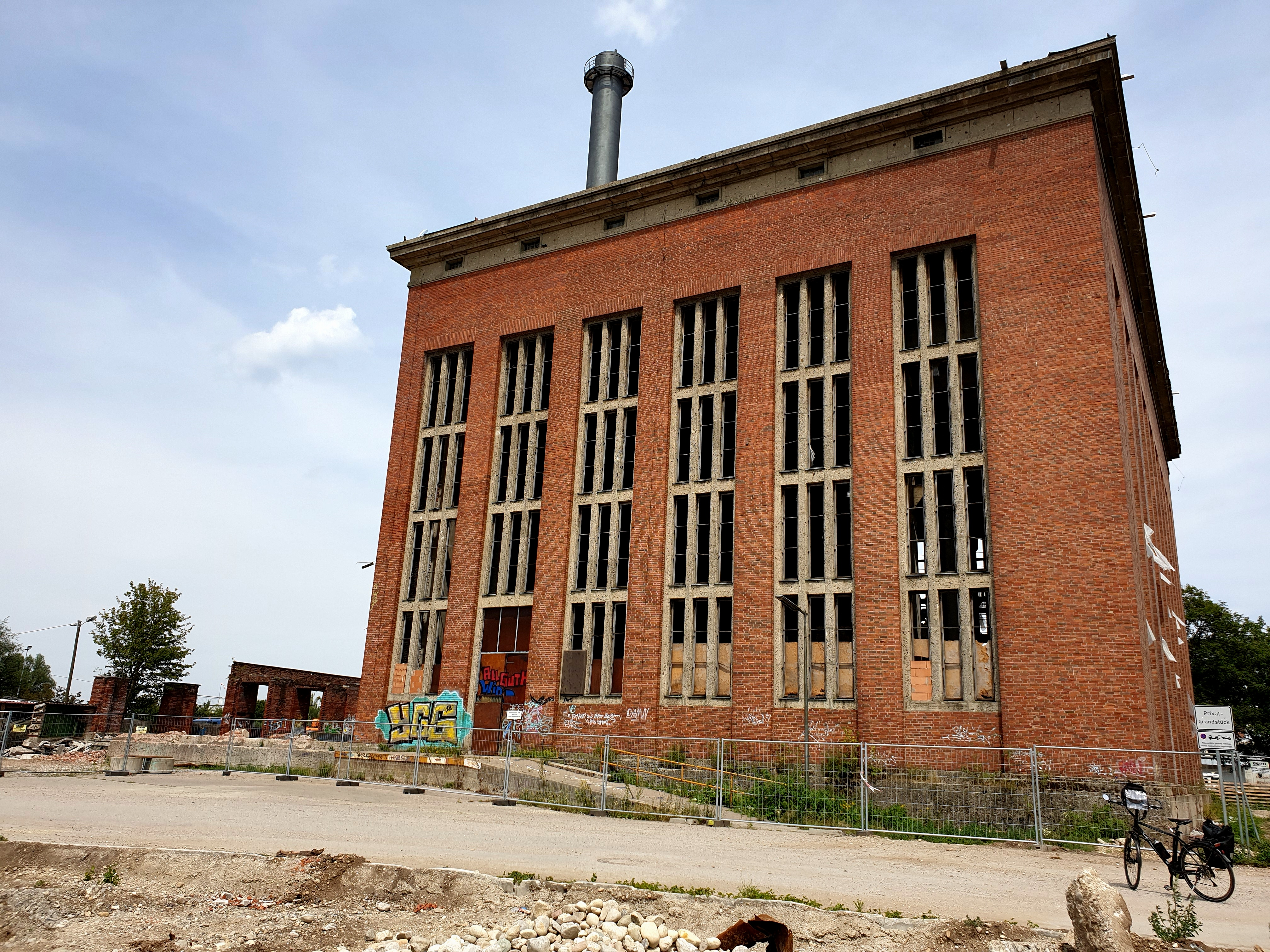
Aubinger Heizkraftwerk

Aubing hat keine Museen, Kinos oder professionell bespielten Bühnen. In einem ehemaligen Kino in der Limesstraße 21 befand sich zuletzt ein Supermarkt, bevor das Gebäude 2018 abgerissen wurde. Aufführungsmöglichkeiten, die von Theatergruppen oder für Konzerte genutzt werden, gibt es im Saal einer Gastwirtschaft in der Limesstraße, Ecke Altenburgstraße, sowie in den Kirchengemeinden.
Eine Aufzählung der Arbeitsgemeinschaft Aubinger-Neuaubinger-Vereine von 2005 listet 36 Mitglieder.
Bereits in den 1850er-Jahren gab es eine Aubinger Feuerwehr. Heute wird diese von den Freunden der Freiwilligen Feuerwehr Aubing e. V. unterstützt.
Im Jahr 1909 wurde der Katholische Arbeiterverein Aubing mit 60 Mitgliedern gegründet, dem nicht nur Arbeiter aus den Eisenbahnwerkstätten, sondern auch Tagelöhner aus dem Gut Freiham angehörten. Im Jahr 1916 hatte er 132 Mitglieder, davon 37 „im Felde“ (also im Krieg). Bis 1927 sank die Zahl auf nur noch 54 Mitglieder. Im Dritten Reich wurde er 1937 aufgelöst, nach dem Krieg jedoch wiedergegründet: 1947 kam es zu einer gemeinsamen Versammlung der katholischen Arbeitervereine Aubing, Neuaubing sowie des 1918 gegründeten Arbeiterinnenvereins Aubing.
Im Jahr 1921 wurde der Eisenbahnersportverein Neuaubing (heute: ESV Sportfreunde München-Neuaubing e. V.) gegründet, der 26 Abteilungen für verschiedene Sportarten und 4000 Mitglieder hat (Stand 2009). Im Jahr 1929 erfolgte die Gründung des SV Aubing, der sich besonders im Fußball engagiert und seit 1962 in der Bezirkssportanlage an der Kronwinklerstraße spielt. Im Jahr 2004 hatte er etwa 650 Mitglieder.
Am 6. Dezember 1981 wurde der Freiflächenverein Aubing gegründet, dessen Zweck es ist, sich um die vereinseigene Belandwiese zu kümmern. Dieses 4800 Quadratmeter große Grundstück liegt am Germeringer Weg nahe der Ortsmitte. Es wurde dem Verein vom kinderlosen Aubinger Ehepaar Maria und Josef Beland gestiftet um die seit den 1960er Jahren bestehende Tradition der dort stattfindenden Vereinsfeierlichkeiten langfristig erhalten zu können. Hier findet unter anderem seit 1990 das jährliche Aubinger Herbstfest statt. Mitglieder des Vereins sind satzungsgemäß Vertreter einiger Aubinger Vereine.
Der Burschenverein Aubing stellt alle drei Jahre in der Ortsmitte an der Kreuzung Alto-/Bergsonstraße den Maibaum mit dreidimensionalen Figuren aus Holz auf. Er veranstaltet das Aubinger Weinfest und ist Mitinitiator und -organisator des Aubinger Herbstfestes.
Das Aubinger Archiv ist ein gemeinnütziger Verein und Stadtteilarchiv für München-Aubing und Umgebung. Es beherbergt eine Sammlung historischer und zeitgenössischer Dokumente.
Der 2008 gegründete gemeinnützige Förderverein 1000 Jahre Urkunde Aubing e. V. widmet sich der Kultur- und Heimatpflege im Stadtbezirk Aubing-Lochhausen-Langwied. Er organisierte 2010 Feiern anlässlich der 1000-jährigen Wiederkehr der erstmaligen urkundlichen Erwähnung Aubings.
Im ehemaligen Aubinger Heizkraftwerk wurde 2024 das Kulturzentrum Bergson Kunstkraftwerk eröffnet.

## Bauwerke

### Älteste Bauwerke

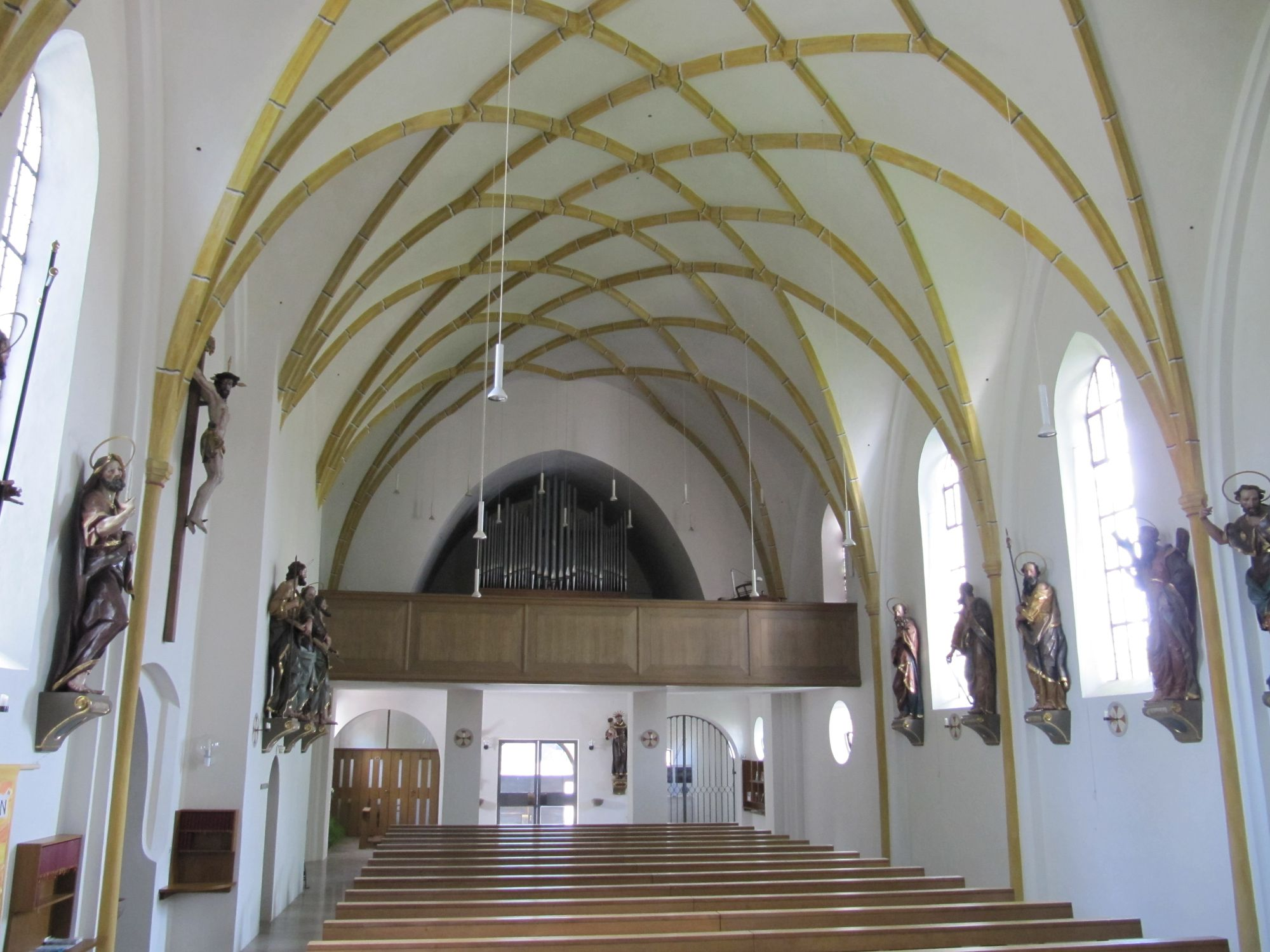
Der Innenraum von St. Quirin vom Altarraum aus gesehen.

Die ältesten baulichen Überreste finden sich in der Aubinger Lohe, etwa 1,7 Kilometer entfernt vom Ortsmittelpunkt St. Quirin. Eine Art Turmburg oder Motte, deren Fundamente teilweise erhalten sind, wurde vermutlich im 10./11. Jahrhundert erbaut und im 14. Jahrhundert wieder aufgegeben. Der künstlich aufgeschüttete Lehmhügel hat eine ovale Fläche von etwa 20 × 30 Metern und wird an drei Seiten von einem bis zu 3,50 Meter tiefen Graben umgeben. Die Fundamente, möglicherweise auch das Erdgeschoss, waren aus Stein, darüber befindliche Aufbauten vermutlich aus Holz oder Fachwerk. Die Tuffstein-Fundamente des heutigen Bodendenkmals wurden im 19. Jahrhundert einem Aubinger Maurermeister gegen 45 Kreuzer jährliche Gebühr zur „Ausbeutung der Steine“ überlassen.
Möglicherweise hat sie als Fluchtburg für die Aubinger und zur Sicherung der vorbeilaufenden Straße nach Augsburg gedient. Schriftliche Überlieferungen über die Aubinger Burg gibt es keine, der heutige Name „Teufelsburg“ ist für die Nutzungszeit also nicht belegt, sein Ursprung unklar. Neben der offensichtlichen Möglichkeit Teufel kommt auch eine Ableitung von „Tuifel“ (Vertiefung, Tümpel) in Frage, als Bezug auf das unterhalb liegende feuchte Gebiet des Dachauer Mooses.
Das älteste erhaltene Bauwerk ist die Kirche St. Quirin. Ihr romanischer Turm wird auf das Ende des 13. Jahrhunderts datiert, denn dendrochronologische Untersuchungen ergaben, dass die Balken für die Glockenstube im Turm im Winter 1283/84 geschlagen wurden.
Das Kirchenschiff im gotischen Stil ist 200 Jahre jünger, es wurde 1489 geweiht, nachdem der Vorgängerbau 1422 im Bayerischen Krieg niedergebrannt wurde. Der barocke Hochaltar ist von 1668.
Durch das starke Bevölkerungswachstum in Aubing war der Kirchenraum mit vier Jochen Anfang des 20. Jahrhunderts zu klein geworden, daher wurde er 1936/37 Richtung Westen um ein fünftes Joch erweitert. Dieses fügt sich von innen gesehen stilistisch nahtlos an die älteren Abschnitte an. Die Decke des fünften Jochs ist jedoch an Drahtseilen aufgehängt, welche am Dachstuhl befestigt sind.

### Ensembles unter Denkmalschutz

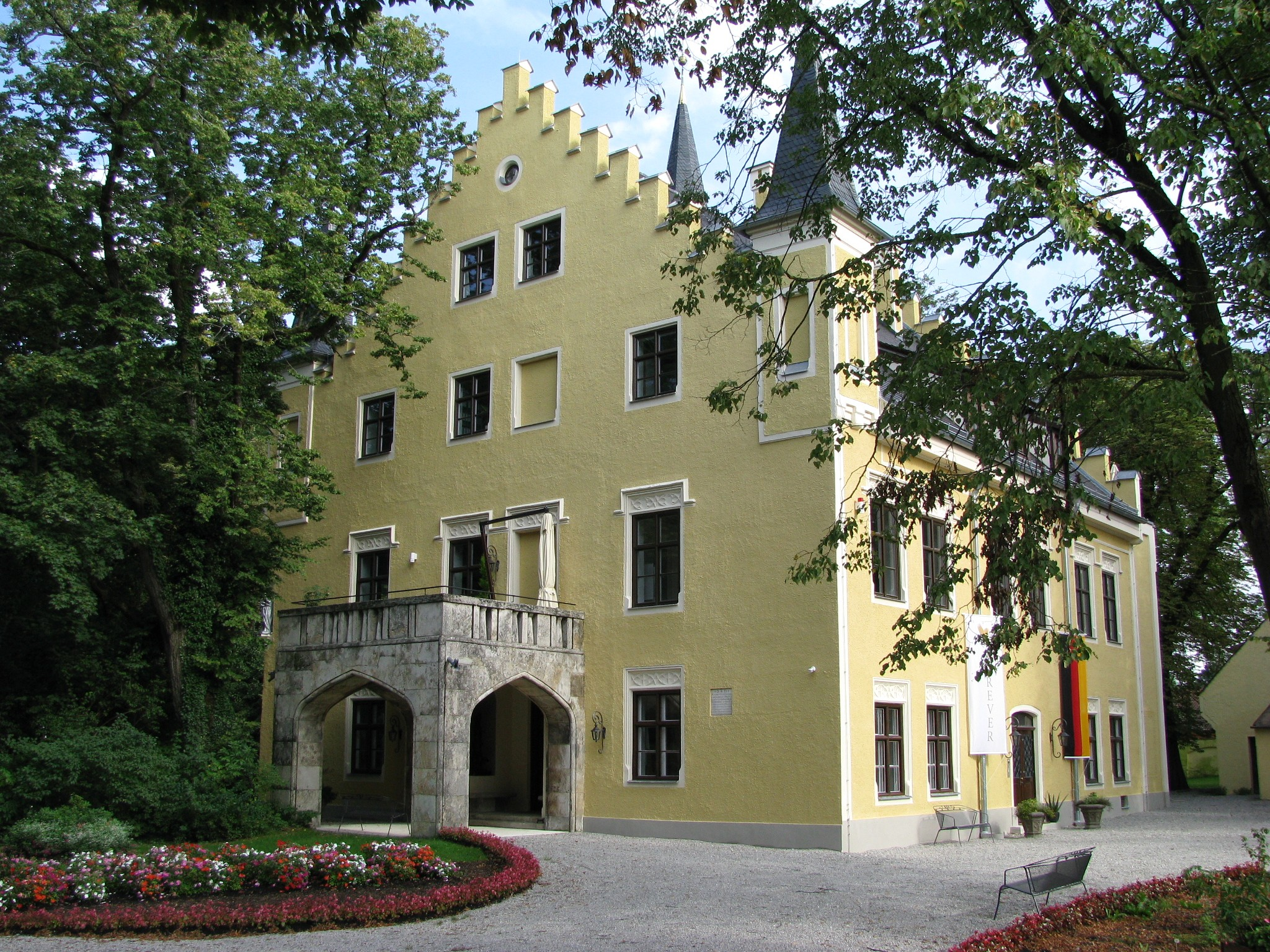
Schloss Freiham 2010, nach der Renovierung.

Der die Kirche umgebende Aubinger Dorfkern ist ein denkmalgeschütztes Ensemble. Ebenfalls unter Ensembleschutz stehen die Siedlung am Gößweinsteinplatz, das Zwangsarbeiterlager Neuaubing, sowie das Gut Freiham und die historisch zum Gut gehörige Moosschwaige. Darüber hinaus sind etwa 40 Einzelbauwerke in Aubing denkmalgeschützt, darunter etliche Wegkreuze, Bauernhäuser oder Stallgebäude.
Die Wohnsiedlung am Gößweinsteinplatz wurde ab 1938 für die Angehörigen der Dornier-Werke gebaut und wird daher auch als Dornier-Siedlung bezeichnet. Bei der Erbauung grenzte sie nur an der Ostseite, Richtung Limesstraße, an andere Bebauung und war ansonsten freistehend. Zentrum ist ein Platz mit Uhrtürmchen, Wirtshaus und Laden.
Das Zwangsarbeiterlager aus dem Zweiten Weltkrieg ist das einzige von 400 solcher Lager im Stadtgebiet München, das erhalten ist. Es wurde Anfang der 1940er Jahre unmittelbar westlich der Siedlung am Gößweinsteinplatz an der heutigen Ehrenbürgstraße gebaut. Von 1943 bis zum Ende des Zweiten Weltkriegs 1945 waren mindestens 300 Zwangsarbeiter aus verschiedenen Ländern untergebracht. Ein Teil der Gebäude wird Stand 2010 von Künstler und Handwerkern genutzt.
Die älteste erhaltene urkundliche Erwähnung des Guts Freiham als „Villa Frihaim“ geht auf das 12. Jahrhundert zurück. Noch 1514 wurde es ausdrücklich als Schwaige, also als Viehhof erwähnt. Das Schloss wurde 1680 errichtet und 1865/1866 von Carl Theodor von Yrsch (1832–1899) im Stil der Münchner Maximilians-Neugotik umgebaut. Nach einer Renovierung ist Schloss Freiham seit 2010 Deutschlandsitz von Forever Living Products, einer Firma, die Kosmetikprodukte auf Aloe-Vera-Basis vertreibt. Die Kirche Heilig Kreuz gehört ebenfalls zum Gut Freiham.

### Einzelbauwerke unter Denkmalschutz
Das Anwesen „Beim Neumaier“, auch „Schergenhof“ genannt, in der heutigen Ubostraße 21, der ehemaligen Bauerngasse, war von 1700 bis 1803 das Amtshaus des Kastners des Klosters Ettal. Da das Kloster als Grundherr die niedere Gerichtsbarkeit in seiner Hofmark ausübte, befand sich in dem Gebäude ein Karzer, der bis heute erhalten ist.
Der 37 Meter hohe Aubinger Wasserturm wurde 1910 zusammen mit einem Wasserwerk auf 12.000 Quadratmetern von der Gemeinde errichtet, um die Wasserversorgung der wachsenden Bevölkerung in der ganzen Gemeinde sicherzustellen. Der denkmalgeschützte Bau im Heimatstil ist heute ein Wahrzeichen Neuaubings. Im Jahr 1954 wurde das Werk außer Betrieb genommen, nachdem die Stadtwerke München den Anschluss an ihr Wasserleitungsnetz hergestellt hatten. Heute stehen der Turm und das Nebengebäude leer.
Auch das Kriegerdenkmal, die Mariensäule von 1870, das ehemalige Schulhaus von 1893 in der Ubostraße 23 und das Gebäude der Grundschule an der Limesstraße von 1907 stehen unter Denkmalschutz. Der Bau des letzteren war ein Politikum, da der Bedarf für diesen Bau durch den Zuzug von Arbeitern des Bahnausbesserungswerkes entstand. Weder Bahnwerk noch Arbeiter zahlten Steuern in Aubing, die finanziell schlecht ausgestattete Gemeinde war jedoch zum Bau verpflichtet (siehe Streit um den Neuaubinger Schulbau im Artikel Geschichte Aubings).
Südlich des S-Bahnhofs Neuaubing stehen zehn Gebäude des ehemaligen Bahnausbesserungswerks selbst, erbaut zwischen 1902 und 1926, sowie Eisenbahner-Wohnungen in der Papinstraße von 1905 unter Denkmalschutz.
Das ehemalige Aubinger Heizkraftwerk im Nordosten Aubings nahe der Bergsonstraße wurde 1940 von der Bahn erbaut. Es steht seit 2007 unter Denkmalschutz.

### Neuere Bauwerke

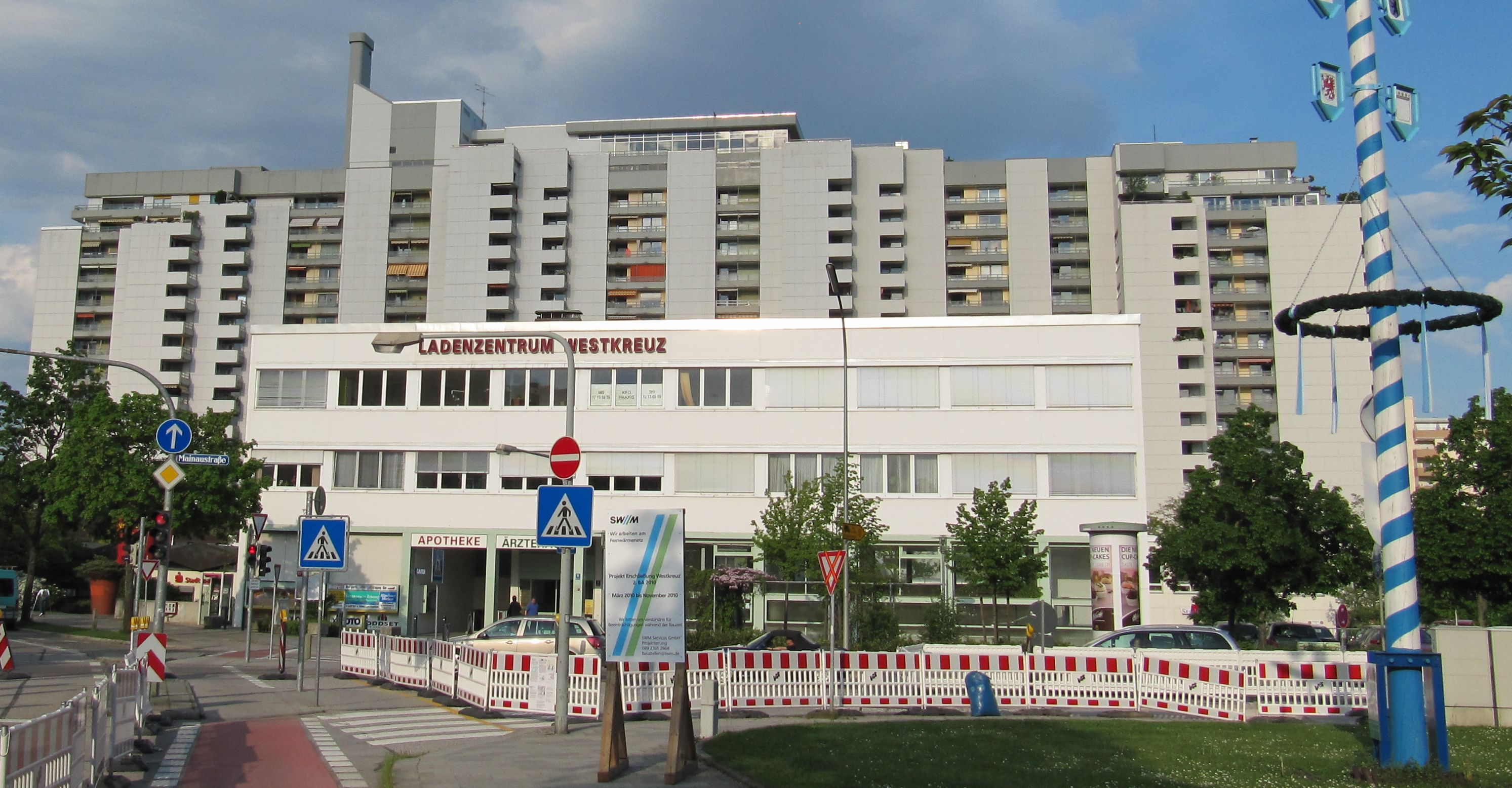
Der Ramses ist das größte Gebäude in Aubing. Im Vordergrund das Ladenzentrum Westkreuz.

Das größte Aubinger Gebäude ist der Ramses, ein Wohnhaus in der Siedlung Am Westkreuz. Architekten waren Helmut von Werz und Johann-Christoph Ottow, die zuvor einen städtebaulichen Wettbewerb für die Planung des gesamten Gebiets Am Westkreuz gewonnen hatten. Der Grundstein des Ramses wurde am 12. Juni 1969 von Oberbürgermeister Hans-Jochen Vogel gelegt, ab Sommer 1971 konnten etwa 1000 Bewohner in die 343 Wohnungen mit Größen zwischen 33,5 und 170 m² einziehen, die Gesamtwohnfläche liegt bei 22.500 m². 1970 lag der Wohnungspreis bei durchschnittlich 1100 Mark pro Quadratmeter. Das Gebäude ist 64,5 Meter hoch, 138 Meter lang und 23 Meter breit. Im höchsten, 19. Stockwerk befindet sich ein überdachtes beheizbares Schwimmbad mit Sonnenterrasse und Sauna für die Bewohner.
Direkt südlich des Aubinger Bahnhofs wurde 1992 für die Deutschen Telekom (Fernmeldezeugamt) ein Hochregallager gebaut, vorgesehen für Materialien für den Eigenbedarf der Telekom im südlichen Bayern wie Leitungen, Werkzeuge und Messgeräte. Allein die Betriebstechnik des Lagers kostete zur Bauzeit 30 Millionen Mark. Die Halle war 20 Meter hoch, 80 Meter lang, 38 Meter breit und bot Platz für 38.000 Paletten. Es handelte sich um ein „architektonisch reizvolles“ Gebäude, das von außen einen ähnlichen Eindruck erweckt, als seien mehrere aufrechte Zylinder nebeneinander gestellt. Ab 2015 wurde das ganze Gelände abgerissen und mit Wohngebäuden bebaut.
Der Aubinger Tunnel ist mit 1935 Metern der längste Autobahntunnel Bayerns. Er verläuft als Teil des Münchner Autobahnrings (A 99) nordwestlich des alten Ortskerns, einige Aubinger Wohngebiete liegen noch nördlich davon. Es handelt sich um einen reinen Lärmschutztunnel.

## Wirtschaft und Infrastruktur

### Wirtschaft
Die Industriebetriebe, die an der Wende vom 19. zum 20. Jahrhundert gegründet wurden (siehe Industrialisierung im Artikel Geschichte Aubings), existieren nicht mehr. Die Gelände der Aubinger Ziegelei und der Chemischen Fabrik Aubing sind heute mit Wohngebäuden bebaut. Auf dem Gelände des ehemaligen Dornier-Werkes befindet sich ein „Business-Park“, der Gewerbeflächen vermietet. Das Bahnausbesserungswerk ist nach der Stilllegung teilweise abgerissen, danach mit Gewerbe- und Wohngebäuden bebaut worden. Ein weiteres Bahngelände zwischen Alt-Aubing und der Siedlung Aubing-Ost (S-Bahn-Station Leihenfelsstraße) wurde bis auf Ausbildungszentrum, (noch in Betrieb Stand 2018) ebenfalls abgerissen und mit Wohngebäuden bebaut.

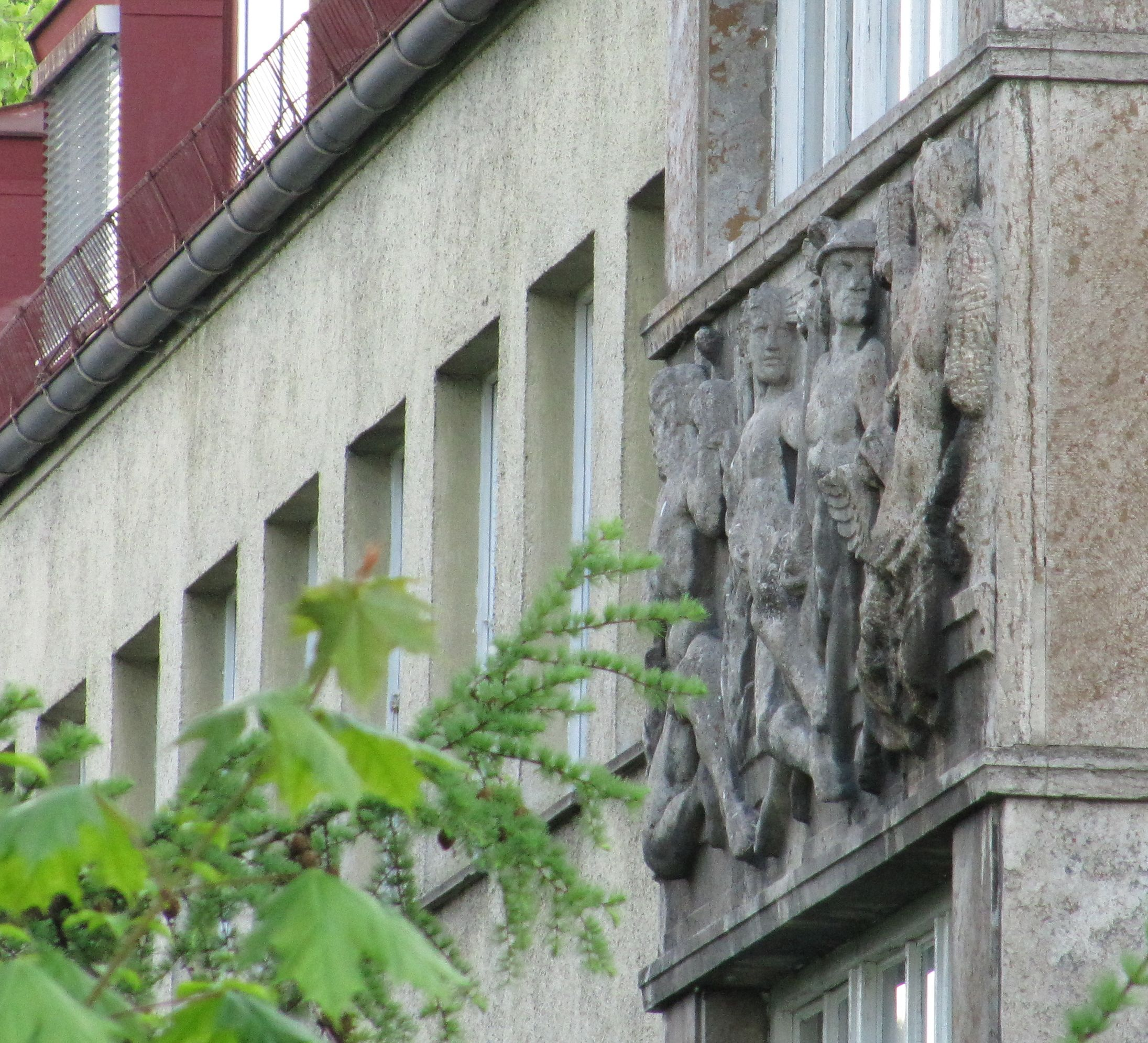
Fassadenschmuck an einem stillgelegten Bahngebäude in der Aubing-Ost-Straße 66

Erhalten geblieben sind dagegen einige landwirtschaftliche Betriebe in der Ubostraße in Alt-Aubing. 48 % der Fläche des Stadtbezirks Aubing-Lochhausen-Langwied wurde zum 1. Januar 2009 als Landwirtschaftsfläche verzeichnet. Vorhanden sind außerdem zahlreiche Handwerksbetriebe und Einzelhändler für die Stadtteilversorgung. Letztere konzentrieren sich auf die Altostraße für Alt-Aubing, die Limesstraße für Neuaubing sowie Ladenzentren an der Wiesentfelser Straße und am Westkreuz. Daneben gibt es im Bereich der Bodenseestraße einige Auto- und Autoteilehändler, Baumärkte (Toom Baumarkt, Obi), Tankstellen und Supermärkte. Im neuen Gewerbegebiet Freiham Süd haben sich bisher ein Möbelhaus (Höffner), ein Baumarkt (Hornbach) und weitere Betriebe niedergelassen. Hier sollen nach Planungen der Stadt München insgesamt 8000 Arbeitsplätze entstehen.
Durch die gute Anbindung vieler Aubinger Wohngebiete an das Bahnnetz, heute S-Bahn-Netz, ist der Stadtteil schon seit dem Beginn des 20. Jahrhunderts für Pendler in die inneren Stadtbezirke interessant. Gleiches gilt für Touristen. Im Jahr 2008 gab es acht Hotels oder Herbergen mit zusammen 496 Betten und 124.952 Übernachtungen, die Auslastungsquote lag bei 69 %.

### Öffentliche Verkehrsmittel

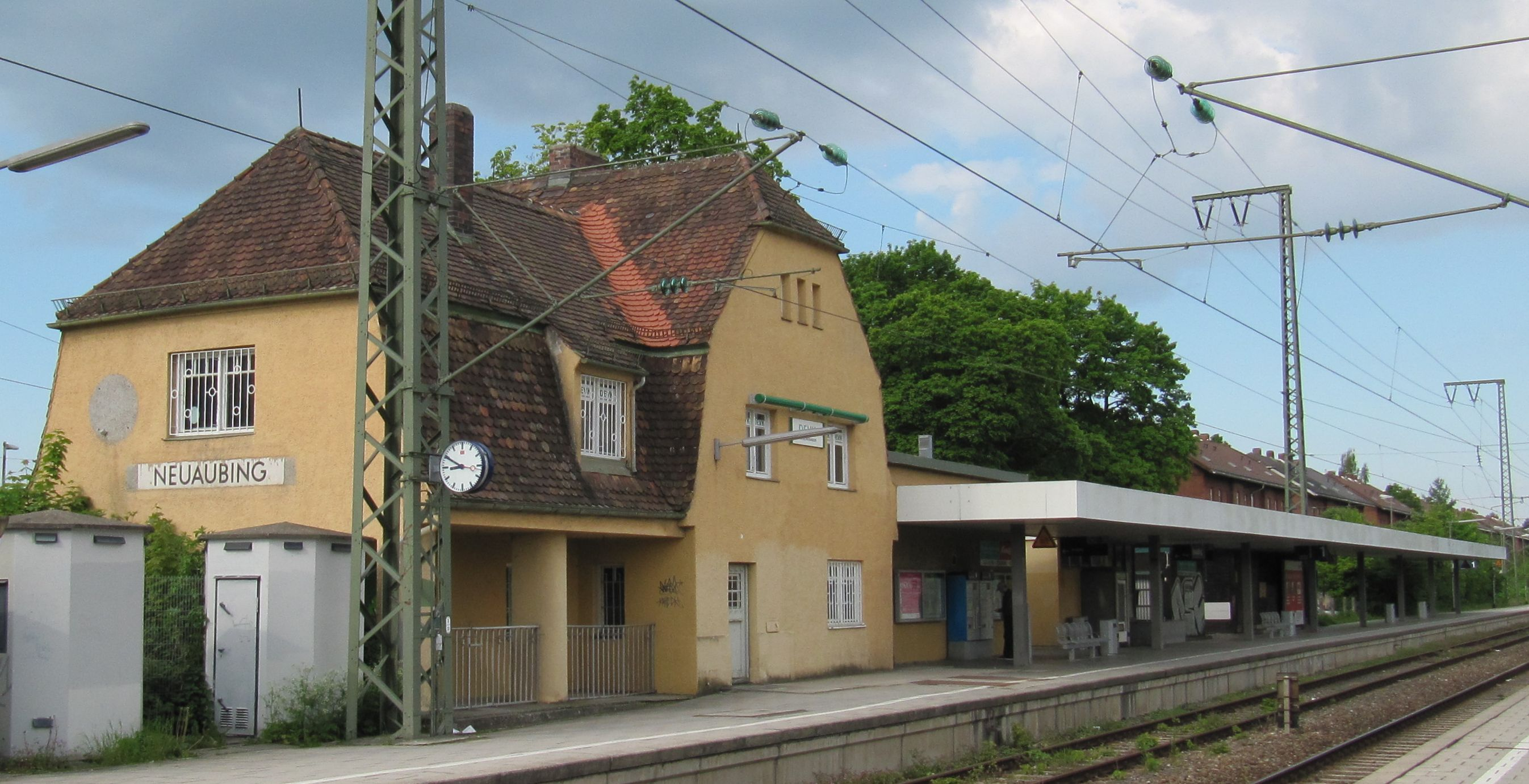
Bahnhof München-Neuaubing

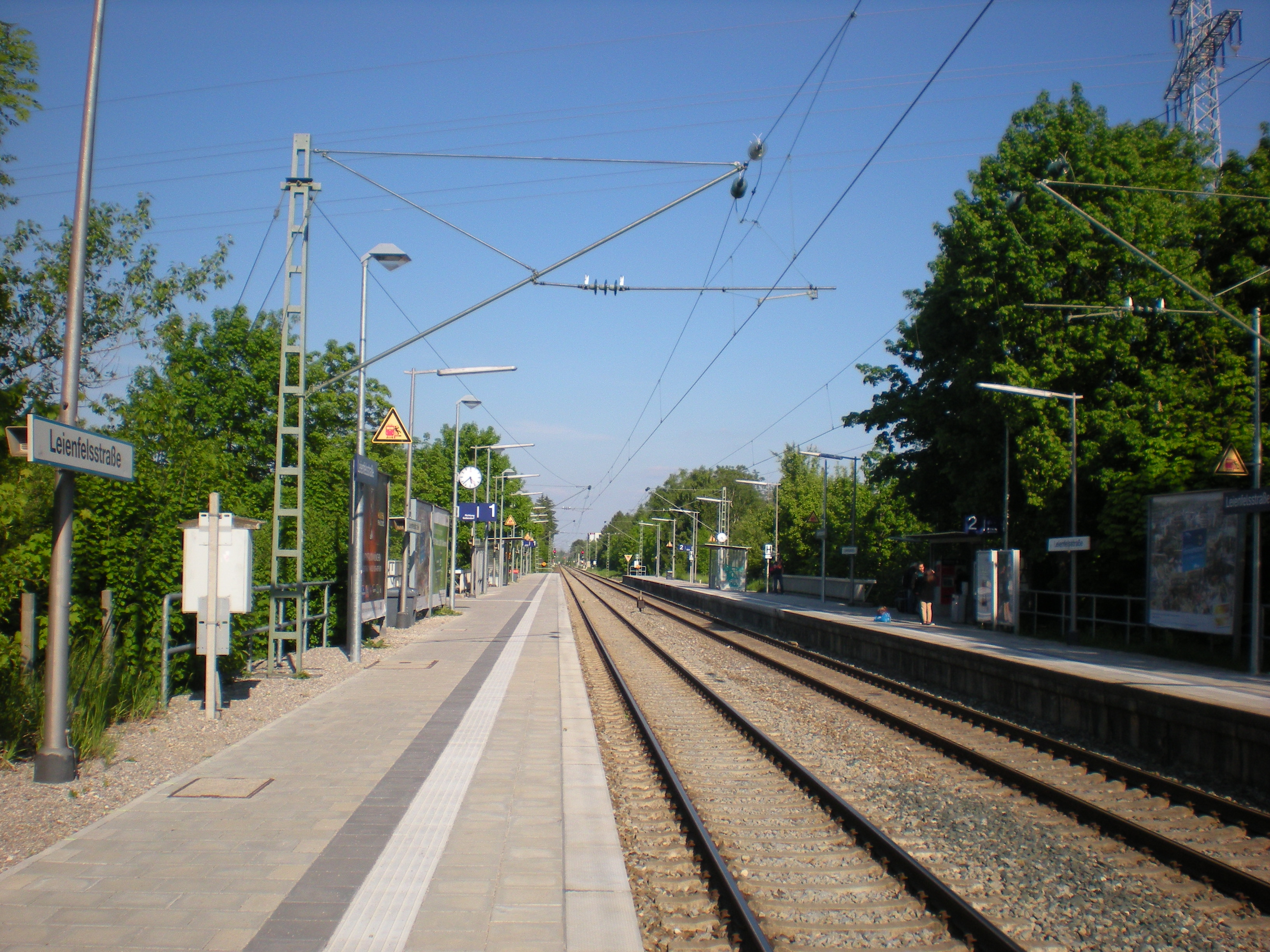
Haltepunkt München Leienfelsstraße

Aubing ist mit sechs Stationen an fünf Linien der S-Bahn München angebunden, die jeweils im 20-Minuten-Takt (Stand 2017 S8 in der Hauptverkehrszeit im 10-Minuten-Takt) angefahren werden. Die Nummerierung der Linien ändert sich gelegentlich, wenn bei einem Fahrplanwechsel westliche und östliche Äste des S-Bahn-Netzes neu kombiniert werden. Alle Linien fahren stadteinwärts über Pasing und München Hauptbahnhof zum Karlsplatz (Stachus) und zum Marienplatz.
Die Stationen Leienfelsstraße und Aubing liegen an der Linie nach Geltendorf (S4) auf der Bahnstrecke München–Buchloe.
Das Westkreuz wird von drei Linien angefahren: der Linie nach Starnberg und weiter nach Tutzing (S6) über die Bahnstrecke München–Gauting, der Linie nach Herrsching am Ammersee (S8) über die Bahnstrecke München-Pasing–Herrsching sowie zu Stoßzeiten der Linie nach Germering-Unterpfaffenhofen (S5).
Die Station Neuaubing wie auch die 2013 eröffnete Station Freiham für den gleichnamigen neuen Stadtteil liegen ebenfalls an den Linien S8 und S5. Die Station Langwied an der Grenze zum benachbarten Obermenzing liegt an der Linie nach Mammendorf (S3).
Mehrere Buslinien erschließen ferner den Stadtteil, darunter der Metrobus Linie 57, der vom U-Bahnhof Laimer Platz über Pasing nach Neuaubing West fährt. U-Bahnen oder Straßenbahnen gibt es nicht.

### Straßenverkehr
Im Februar 2006 wurde das Teilstück der A 99 (Münchner Autobahnring) zwischen der Anschlussstelle München-Lochhausen und der A 96 München-Lindau mit dem Aubinger Tunnel eröffnet. Seitdem ist Aubing über die Anschlussstelle München-Freiham-Mitte direkt an das Autobahnnetz angebunden. Die nördlich davon gelegene Anschlussstelle Germering-Nord liegt zwar ebenfalls auf Aubinger Gebiet, hat jedoch keine Straßenverbindung nach Aubing.
Das neue Gewerbegebiet Freiham Süd wurde mit einer Halbauffahrt an die A96 angeschlossen, so dass diese von und nach München, nicht aber Richtung Lindau erreicht werden kann.
Die Anschlussstelle Freiham-Mitte führt auf die Bundesstraße 2, die bis Pasing als Bodenseestraße und weiter Richtung Münchner Innenstadt als Landsberger Straße eine der großen Münchner Ein- und Ausfallstraßen ist.

### Medien
Neben den Münchner Tageszeitungen und kostenlosen Anzeigenblättern hält sich die am 4. Oktober 1926 vom Aubinger Buchdrucker Joseph Heinrich Jeup (1862–1947) gegründete und wöchentlich erscheinende Aubing-Neuaubinger Zeitung. Noch 1926 wurde die Zeitung das offizielle Amtsblatt der Gemeinde Aubing und blieb dies bis zur Eingemeindung. Im Jahr 1939 unterlag sie der nationalsozialistischen Gleichschaltung, sie wurde 1948 neu gründet.

### Öffentliche Einrichtungen
Städtische Einrichtungen im Stadtteil beschränken sich abgesehen von den Schulen auf eine Zweigstelle der Münchner Stadtbibliothek am Westkreuz. Das nächstgelegene Bürgerbüro sowie ein Standesamt befinden sich im Pasinger Rathaus.

### Schulen
Zur Geschichte der Schulen siehe auch Geschichte Aubings

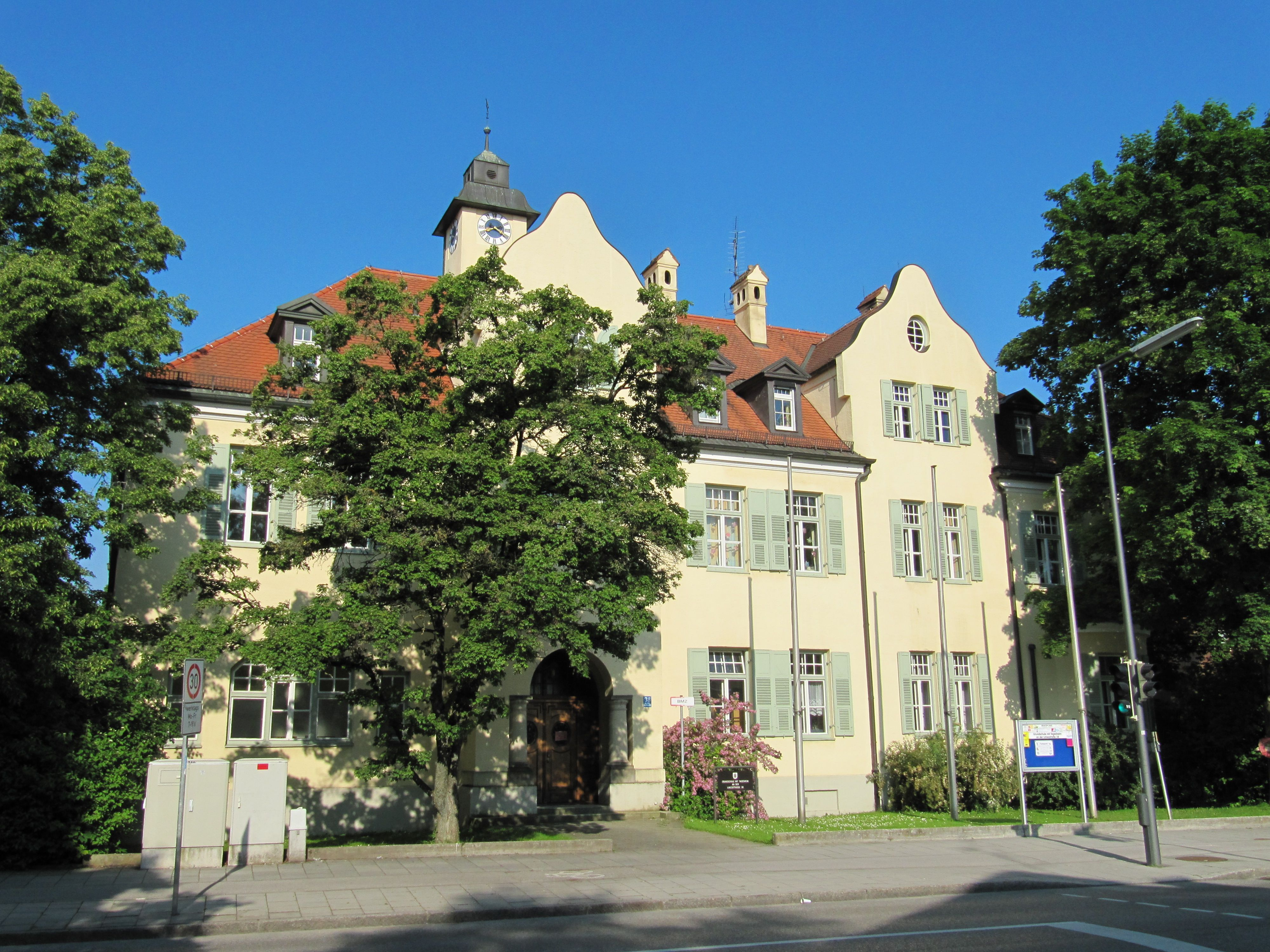
Die heutige Grundschule an der Limesstraße wurde 1906 eröffnet.

In Aubing gibt es vier Grund- und zwei Mittelschulen, die jeweils nach der angrenzenden Straße benannt sind. Die Zahl der Schüler und Klassen im Schuljahr 2008/09 ist in Klammern angegeben. Die Grundschule an der Gotzmannstraße (295/12) befindet sich in Alt-Aubing. Sie wurde 1960 als Nachfolgerin der Volksschule in der Ubostraße 23 eröffnet, die mit fünf Klassenräumen ab 1893 auf die erste Schule der Gemeinde Aubing in der Altostraße 16 folgte.
Die Grundschule an der Limesstraße (270/12) steht in der Mitte Neuaubings. Bei einer zweiten Erweiterung 1955/56 (Neubau) entstand das Hauptgebäude im heutigen Umfang. Im Jahr 1960 kamen eine zweite Turnhalle und ein Schwimmbad hinzu. Heute werden die Jahrgangsstufen 1–4 in je drei Klassen unterrichtet.
Die Grundschule am Ravensburger Ring (352/15) befindet sich am Westkreuz und die Grundschule an der Wiesentfelser Straße (243/10) in Neuaubing-West. Dort steht auch die Mittelschule an der Wiesentfelser Straße (268/12). Diese wurde mit mehreren nationalen Schulpreisen ausgezeichnet und kam 2010 unter die besten 15 Schulen aller Schularten beim Deutschen Schulpreis. Die Mittelschule an der Reichenaustraße (292/13) befindet sich in der Siedlung Am Westkreuz und eine Staatliche Fachoberschule, Ausbildungsrichtung Technik, weiter östlich des alten Ortskerns. Neben den Aubinger Schulen gibt es im Stadtbezirk 22 (Aubing-Lochhausen-Langwied) noch eine Grundschule in Lochhausen.
Im Neubaugebiet Freiham ist eine weitere Grundschule geplant. Ob dort für die nach Vollendung des Neubaugebiets dann über 50.000 Einwohner des Stadtbezirks auch ein Gymnasium und/oder eine Realschule entstehen werden, ist noch unsicher. Derzeit müssen Realschüler und Gymnasiasten in benachbarte Gemeinden und Stadtteile, zum Beispiel Pasing, Laim, Germering, Gröbenzell und Unterpfaffenhofen ausweichen, eine Situation, die von Vertretern benachbarter Gemeinden kritisch gesehen wird.

### Aubing als Projektgebiet für „Smarter Together München“
Neuaubing-Westkreuz und Freiham sind seit dem 1. Februar 2016 das Projektgebiet des Projektes „Smarter Together München“.
Das Projekt der Europäischen Union zielt darauf ab, Konzepte der Stadtentwicklung im Bereich Mobilität, Energie, Bürgerbeteiligung und Datenmanagement im Sinne einer lebenswerteren und nachhaltigeren Stadt zu erproben. Innerhalb der Projektlaufzeit von Februar 2016 bis Januar 2021, welcher auf Grund der Corona-Pandemie bis Juli 2021 verlängert wurde, wurden in Freiham und Neuaubing-Westkreuz verschiedene Smart-City Konzepte implementiert. Die Ziele des „Smarter Together München“ Projektes sind, die Lebensqualität der Anwohner zu verbessern, CO2-Emissionen zu senken, die Nutzung Erneuerbarer Energien zu steigern, die Energieeffizienz im Wohnraum zu steigern und neue Mobilitätsangebote zu schaffen. Insgesamt wurden rund 20 Millionen Euro in das Projekt investiert, wovon 6,85 Millionen Euro seitens der Europäischen Union investiert wurden. Für die Vorbereitung und Organisation des Projektes war das Referat für Arbeit und Wirtschaft der Stadt München zuständig. Die Evaluierung des Projektes obliegt dem Referat für Stadtplanung und Bauordnung der Stadt München. Im Rahmen des Projektes wurden in Aubing acht Mobilitätsstationen als Ergänzung zur bestehenden öffentlichen Infrastruktur eingerichtet. Diese Mobilitätsstationen umfassen laut einem Bericht des Referats für Arbeit und Wirtschaft der Stadt München folgende Angebote:
- 10 E-Carsharing-Fahrzeuge
- 40 Mieträder „MVG Rad“
- 24 Pedelecs
- 20 E-Trikes (lastenfähige E-Dreiräder)
- 16 Ladestationen für E-Mobile

Im Bereich der energetischen Sanierung wurden laut einem Bericht des Referats für Arbeit und Wirtschaft der Stadt München über 42.000 Quadratmeter Wohnfläche im Projektgebiet energetisch saniert. Ebenso wurde 2017 in Freiham eine Geothermieanlage errichtet sowie mehrere Photovoltaikanlagen. Laut einem Bericht des Referats für Arbeit und Wirtschaft der Stadt München konnten dadurch mehr als 20 % Endenergie im Projektgebiet eingespart werden. Ebenso wurde 2018 in Freiham ein Batteriespeicher eingerichtet, wodurch überschüssiger Strom kurzfristig in den Batteriespeicher geladen und nach Bedarf an anderer Stelle wieder entladen werden kann.

## Personen

### Gebürtige Aubinger
- Georg Gotzman (auch Gotsmann, Gottsmann; genannt Theander; * um 1508 in Aubing; † 19. Januar 1570 in Ingolstadt), Philosoph und Professor der Theologie in Ingolstadt[63]
- Johann Eichhorn (1906–1939), Vergewaltiger und Mörder
- Philipp Müller (1931–1952), Arbeiter und Kommunist. Er war der erste Demonstrant in der Bundesrepublik, der durch die Polizei getötet wurde.
- Manfred Berger (* 1944 in München), ist ein deutscher Erziehungswissenschaftler und Freizeithistoriker.

### Nach Aubing gezogene Personen
- Franz Tausend (1884–1942), der „Goldmacher“, ein Alchemist und Betrüger.
- Walter Rinke (1895–1983), Volkswirt, Verwaltungsbeamter und Politiker (CSU).
- Alois Brem (1930–2016), von 1964 bis 2001 Pfarrer von St. Quirin.
- Katrin Habenschaden